# Storia del campionato mondiale di calcio
La storia del campionato mondiale di calcio è iniziata nel 1928, quando il presidente della FIFA, Jules Rimet, decise di istituire un torneo per squadre nazionali.
La prima competizione di questo tipo ebbe luogo nel 1930 e consistette in un torneo avente solo la fase finale alla quale presero parte le 13 nazioni che accettarono l'invito.
La competizione si è successivamente evoluta fino a comprendere circa 200 squadre nazionali affiliate alla FIFA che si sfidano in un lungo torneo di qualificazione che si tiene nei tre anni precedenti alla fase finale.

## Le competizioni internazionali precedenti

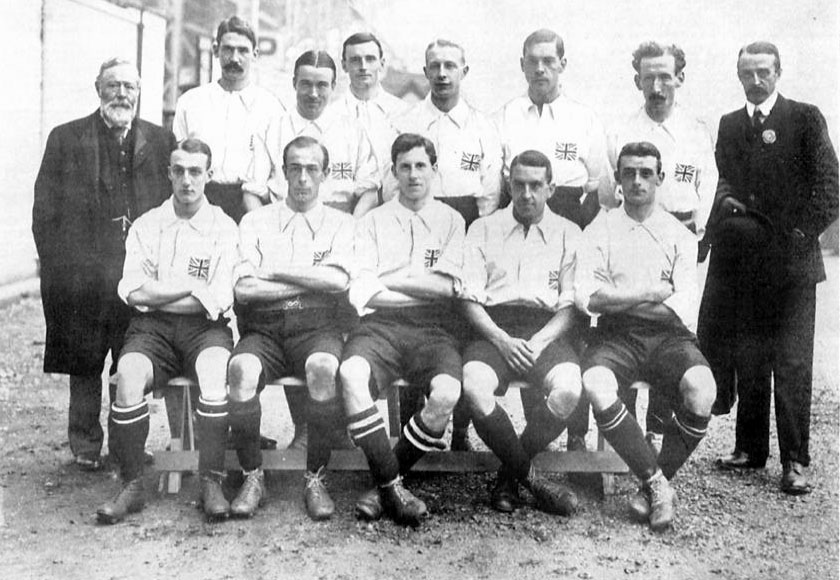
La nazionale amatoriale del Regno Unito, che vinse il primo torneo calcistico internazionale nella IV Olimpiade del 1908.

La prima partita di calcio che vedeva affrontarsi due squadre nazionali avvenne nel 1872; in quell'occasione si sfidarono le compagini rappresentanti l'Inghilterra e la Scozia — all'epoca questo sport era ancora poco praticato fuori dai confini della Gran Bretagna —, incontro terminato col punteggio di 0-0. 
La prima significativa espansione del calcio mondiale avvenne nel maggio 1904 quando venne fondata la FIFA, che però alla data della sua istituzione comprendeva solo sette nazioni dell'Europa. In quegli anni il calcio iniziò a diventare sempre più popolare e fu incluso come sport dimostrativo (cioè senza medaglie in palio) ai giochi olimpici del 1900, del 1904 e del 1906 (quest’ultima edizione non venne però mai ufficialmente riconosciuta) e venne parificato agli altri sport nel 1908. Organizzata dall'Inghilterra e dalla Football Association, la competizione venne limitata ai soli giocatori non professionisti (come di regola per l'epoca) però fu trattata più come un'esibizione piuttosto che come una competizione a tutti gli effetti. La nazionale amatoriale di calcio inglese vinse sia nel 1908 che nell'edizione successiva del 1912.
Nel contempo, la FIFA tentò di organizzare un torneo internazionale per nazionali al di fuori del contesto olimpico (e anche dilettantistico). Questo tentativo venne effettuato nel 1906 in Svizzera. Però erano ancora i primi anni di sviluppo per questo sport e la FIFA stessa definisce quest'esperimento come un fallimento.
Quindi solamente durante le olimpiadi le squadre nazionali avevano modo di affrontarsi ma si trattava di formazioni amatoriali e quindi non rappresentanti dell'effettiva forza del movimento calcistico degli stati. Un ulteriore tentativo di far uscire dai cinque cerchi il mondo del calcio fu effettuato da Sir Thomas Lipton, che organizzò il Sir Thomas Lipton Trophy a Torino nel 1909. Il trofeo Lipton era una competizione per squadre di club (quindi non nazionali) provenienti da stati diversi, quindi un solo club rappresentava una nazione intera. Per questa ragione questo trofeo non è considerato un vero antesignano della coppa del mondo (lo fu piuttosto della Coppa dei Campioni). Nonostante ciò, la competizione viene talvolta chiamata, erroneamente, la prima coppa del mondo, e vide affrontarsi i più prestigiosi club di Italia, Germania e Svizzera. La prima edizione fu vinta dal West Auckland, una formazione dilettantistica inglese che fu invitata solo perché la Football Association si rifiutò di essere associata alla competizione. Il West Auckland si impose nuovamente nel 1911 mantenendo il titolo, e divenne la definitiva detentrice del trofeo, come stabilito dalle regole della competizione. Questo confermò lo strapotere inglese sul resto dell'Europa e sul resto del mondo.
Nel 1914, la FIFA acconsentì a riconoscere il torneo olimpico come un "campionato del mondo per dilettanti", e da allora prese parte attiva nell'organizzazione dell'evento. A questo punto si tenne la prima edizione delle olimpiadi riconosciute dalla FIFA, nel 1920, e ad imporsi fu il Belgio padrone di casa. Nelle due edizioni successive (1924 e 1928) il successo arrise all'Uruguay. Nel 1928 la FIFA disse che in quel momento si poteva organizzare una Coppa del Mondo. 
Poiché l'Uruguay aveva conquistato per due volte il titolo olimpico "mondiale" (anche se per dilettanti), nel 1930 la FIFA lo scelse come paese ospitante della prima edizione per professionisti, in concomitanza con il centenario dell'indipendenza dello stato sudamericano.

## Il primo campionato mondiale: Uruguay 1930

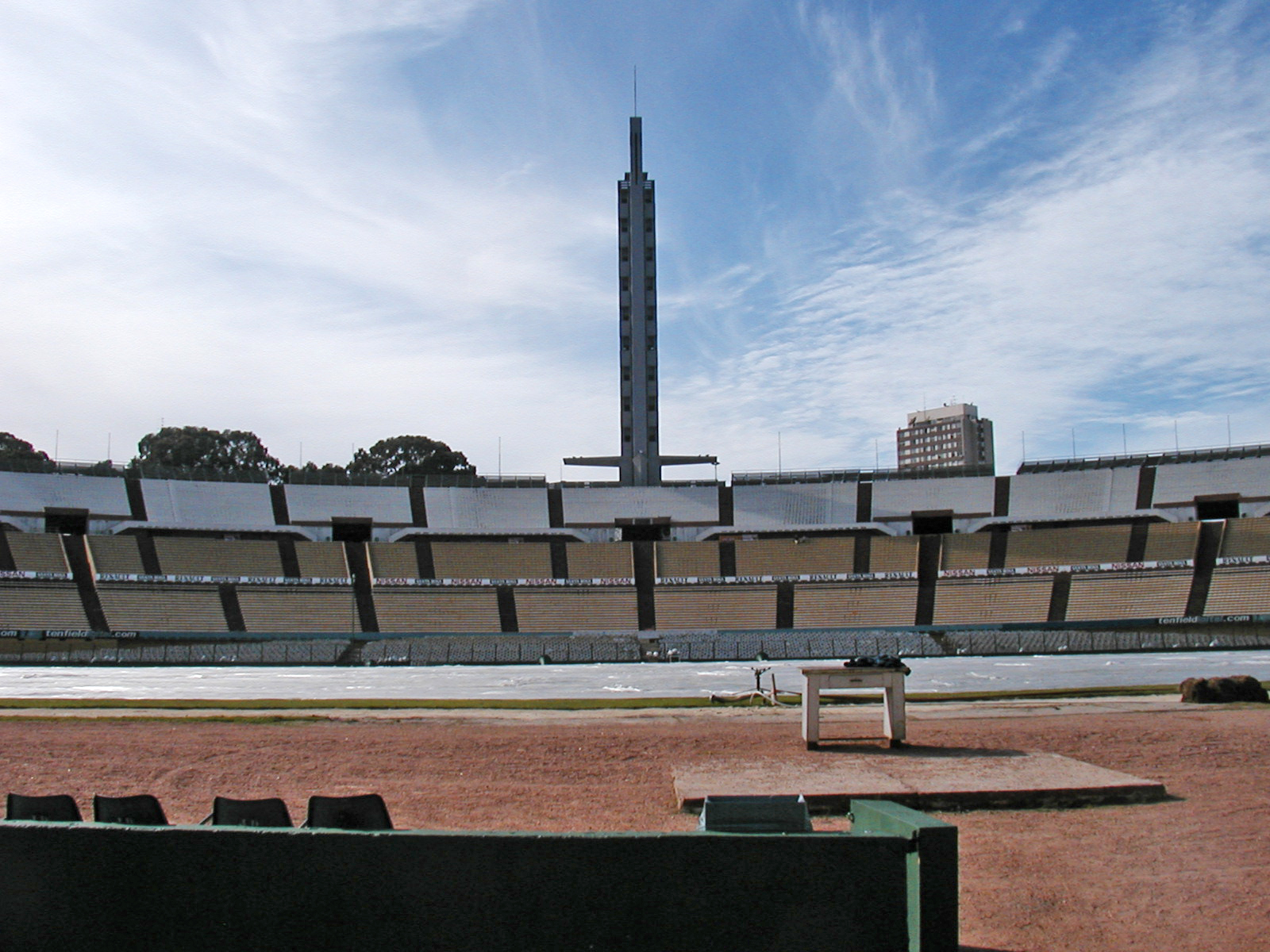
Lo Stadio del Centenario di Montevideo, in Uruguay, costruito appositamente per ospitare la prima edizione del Campionato mondiale di calcio nel 1930.

Il primo mondiale della storia si disputò nel 1930 in Uruguay, paese già detentore degli ultimi due titoli olimpici e in procinto di festeggiare il centenario della propria indipendenza. Questa edizione si caratterizzò per una massiccia opera di boicottaggio da parte delle federazioni europee, deluse dall'assegnazione del torneo a un paese sudamericano: molto scalpore suscitò nell'ambiente calcistico latino la rinuncia dell'Italia di Vittorio Pozzo, da poco arrivata prima in Coppa Internazionale nonché medaglia di bronzo olimpica nel 1928, la cui presenza era praticamente data per ovvia. Solo grazie all'impegno di Jules Rimet, all'epoca presidente della FIFA, si riuscì a garantire la partecipazione di 13 squadre, di cui solo 4 europee (Francia, Belgio, Jugoslavia e Romania) e le altre in rappresentanza di paesi del Nuovo Continente (oltre all’Uruguay erano presenti Cile, Argentina, Bolivia, Paraguay, Brasile, Perù, Messico e Stati Uniti d’America). Non essendo raggiunto il numero minimo previsto, fissato a 16, per l’unica volta nella storia non si disputarono turni di qualificazione.
Tutte le gare di questa edizione si tennero in tre diversi impianti della capitale Montevideo, ma gran parte di esse ebbe per teatro il monumentale Estadio Centenario, fatto erigere appositamente e non ancora ultimato al momento del fischio d’inizio; peraltro, il mondiale ebbe luogo nel pieno dell'inverno australe, sicché molti incontri, incluse semifinali e finale, avvennero in condizioni climatiche proibitive.
Come edizione inaugurale del campionato, questo mondiale è ricordato soprattutto per il suo lungo elenco di "prime volte". Le due gare d’esordio Stati Uniti-Belgio e Francia-Messico, giocate in contemporanea alle ore 15.00 del 13 luglio, condividono il primato cronologico assoluto nel torneo iridato, e terminarono rispettivamente 3-0 e 4-1; la prima rete mai messa a segno in una partita dei mondiali fu quella del transalpino Lucien Laurent al 19º minuto, e nel corso dello stesso incontro si ebbe anche la prima doppietta ad opera di André Maschinot.
Nella fase a gruppi si segnalarono peraltro le "difficoltà ambientali" sofferte dai francesi nella seconda gara del loro girone – l'unico composto da 4 squadre – contro l’Argentina, partita vinta dai sudamericani per 1-0 dopo vari scontri ed infortuni e un pessimo arbitraggio (fu "erroneamente" fischiata la fine con 6 minuti d’anticipo interrompendo una chiara occasione di pareggio). In Argentina-Messico si ebbe invece il primo calcio di rigore (ma furono ben 5 quelli fischiati da Ulises Saucedo in corso di gara).
Del tutto inaspettato fu l’esito del Gruppo 2, nel quale il Brasile, favorito per la vittoria finale, venne clamorosamente battuto da una solida Jugoslavia nel suo esordio mondiale, con due reti segnate in 10 minuti nel primo tempo; già con la successiva vittoria dei balcanici sulla Bolivia, la Seleção si vide matematicamente eliminata. Tutto facile per l’Uruguay, nonostante le critiche mossegli dalla stampa di casa per il risicato 1-0 contro i peruviani nella prima gara, mitigato poi dal 4-0 inflitto ai rumeni; lo scontro diretto fra le due eliminate del girone registrò intanto la prima espulsione nella storia dei mondiali, ai danni del peruviano Plácido Galindo al 70º minuto. L’altro girone delle sorprese fu quello degli USA, impostisi con due rotondi 3-0 sia sul Belgio che sul Paraguay e autori, con Bert Patenaude proprio in quest’ultima gara, della prima storica tripletta iridata.
Il turno delle semifinali vide quindi gli schieramenti Argentina-Stati Uniti e Uruguay-Jugoslavia; a tutt'oggi, si tratta dell’unico caso di ben tre squadre extraeuropee piazzatesi nel “quadrato” (non contando la Turchia del 2002, che era comunque un’affiliata UEFA), così come dell'unica presenza degli statunitensi fra le "prime 4" di un mondiale: una presenza alquanto notevole, se si considera che per le Olimpiadi di Los Angeles del 1932 il calcio era stato addirittura "depennato" dalla lista delle discipline in gara, in quanto pressoché sconosciuto in Nordamerica (scelta che aveva peraltro determinato la definitiva rottura tra la FIFA e il CIO, e l'istituzione di un nuovo torneo mondiale aperto ai professionisti). Entrambi gli incontri si conclusero sul 6-1 in favore delle sudamericane – risultato rimasto insuperato per oltre ottant'anni, fino a Brasile-Germania 1-7 del 2014 – e tra le aspre contestazioni delle perdenti per presunte irregolarità arbitrali: proprio tali favoritismi sarebbero, secondo alcuni, alla base della mancata disputa di una finale per il terzo posto (all'epoca non prevista dal regolamento, e sarebbe stata introdotta ufficialmente quattro anni dopo); dai ranking retroattivi della FIFA compilati nel 1986 si evince comunque il riconoscimento ufficiale del "bronzo" agli Stati Uniti per quest'edizione.
La finalissima del 30 luglio, disputata al Centenario nel pieno di una nevicata, fu quindi una riedizione della finale olimpica di Amsterdam 1928, che aveva visto l’Uruguay imporsi sugli argentini per 2-1. In una gara imperniata sull’attacco (ben cinque attaccanti per parte) e condotta quasi esclusivamente in avanti soprattutto dai Biancocelesti, questi ultimi chiusero il primo tempo sul 2-1 in rimonta, grazie ai goal di Peucelle e soprattutto Guillermo Stábile che arrivò così a quota 8 reti vincendo la classifica cannonieri; nella ripresa, però, gli uruguaiani furono più lucidi e lavorarono di rimessa, segnando altre tre volte e realizzando il definitivo 4-2 (con reti di Dorado, Cea, Iriarte e Castro). Gli anfitrioni confermarono così l'eccellente livello raggiunto sullo scacchiere internazionale, diventando al tempo stesso la prima compagine di sempre ad alzare la "Coppa della Vittoria" e la prima a farlo in casa propria.
La scelta di non partecipare alla successiva edizione italiana fece dell'Uruguay la prima e ad oggi unica nazionale campione a non difendere il titolo.

## Il periodo 1934-1950

### Italia 1934

La nazionale italiana festeggia il titolo mondiale.

Dopo un'iniziale ipotesi di sospensione del campionato per otto anni, nel 1934 la 2ª edizione venne affidata all'Italia, già propostasi quattro anni prima e capace ora di battere la concorrenza svedese come paese organizzatore. Sin dal principio fu chiaro l'intento del regime fascista di sfruttare la popolarità del calcio come collante sociale e identitario a fini propagandistici.
Quell'anno il torneo iridato conobbe la prima di numerose modifiche del proprio formato: eliminata la fase a gruppi, si optò per un tabellone di incontri a eliminazione diretta a partire dagli ottavi di finale, e venne regolamentata anche la gara per l'assegnazione del 3º posto. Non esistendo ancora i calci di rigore come metodo di spareggio (verranno introdotti solo nel 1978 e utilizzati per la prima volta nelle semifinali dell'82), era previsto che le gare terminate in parità dopo i supplementari venissero ripetute.
Il successo dell'esordio sudamericano aumentò il numero delle candidate, sicché per la prima volta si tennero turni preliminari di qualificazione ai quali presero parte 32 nazionali, inclusa, caso unico nella storia, quella del paese organizzatore. L'annunciata defezione dell'Uruguay e il forfait di Cile e Perù consentirono tuttavia ad Argentina e Brasile di accedere direttamente alla fase finale – seppure con schieramenti non competitivi, in polemica con la consuetudine delle federazioni europee di naturalizzare calciatori oriundi (la stessa Italia si presentava con 4 vicecampioni di Montevideo). Tutte le più forti squadre europee trovarono posto fra le 16 ammesse; resta da segnalare la persistente rinuncia delle compagini britanniche, ostinatamente legate al proprio modello dilettantistico (che le vedrà snobbare il mondiale fino al Dopoguerra), e, per contro, la prima qualificazione di un'africana, l'Egitto. Se non si tiene conto delle partecipanti alla prima edizione, Italia 1934 resta ad oggi il mondiale con il maggior numero di esordienti (ben 10).
Per la prima e ad oggi unica volta, avanzarono ai quarti di finale soltanto nazionali europee. Fu a suo modo una sorpresa la disfatta dell'Argentina che, pur non gareggiando con la sua formazione primaria, affrontò una Svezia altrettanto amatoriale e ne venne comunque battuta; lo stesso accadde al Brasile surclassato dalla Spagna, agli USA travolti per 7-1 dai padroni di casa e all'Egitto eliminato dall'Ungheria. Notevole anche la resistenza dei francesi, capaci di trascinare la strafavorita Austria di Hugo Meisl fino ai primi tempi supplementari della storia dei mondiali, prima di cedere per 2-3.
Nei quarti di finale, il torneo entrò nel vivo e divenne piuttosto animoso: sia Italia-Spagna sia Austria-Ungheria sono ricordati come due degli scontri più aspri di sempre nel campionato. Nel primo caso, a Firenze le due squadre si affrontarono ben oltre il regolamento, con il beneplacito del direttore di gara e del guardalinee, ma non riuscirono a spareggiare l'1-1 entro la fine dei supplementari; ritentarono l'indomani con schieramenti largamente rivisti a causa degli infortuni – soprattutto da parte della Spagna che sostituì sette uomini incluso il suo capitano e trascinatore, il portiere Zamora: – in questo secondo incontro l'Italia la spuntò grazie a una precoce quanto contestata rete di Meazza, segnata in un momento di inferiorità numerica degli iberici (che ebbero a lamentare anche l'annullamento di due goal). Altrettanto rissoso, come raccontato a suo tempo dallo stesso Meisl, fu il derby austro-ungarico di Bologna, nel quale il Wunderteam riuscì comunque a vincere nei 90 minuti per 2-1.
Dall'altra parte s'imposero senza eccessi la Cecoslovacchia (sulla Svizzera) e la Germania (sulla Svezia), andando a costituire l'altra semifinale del mondiale accanto a Italia-Austria. Fu ancora una rete polemica, questa volta dell'oriundo Guaita, a permettere agli anfitrioni di piazzarsi in finale, mentre la tripletta del praghese Oldřich Nejedlý, capocannoniere con 5 reti, eliminò per 3-1 i tedeschi, che agganciarono comunque il 3º posto battendo l’Austria a Napoli.
Nella finale di Roma, il 10 giugno allo "Stadio Nazionale", davanti ai gerarchi fascisti seduti in tribuna d'onore insieme ai reali Savoia e a Jules Rimet, gli Azzurri subirono a lungo la forza e superiorità della Cecoslovacchia, che in tutta la partita colse tre legni, e fu in pieno controllo della situazione fino alla rete del vantaggio segnata da Puč in piena ripresa; il pareggio italiano arrivò ad appena 9 minuti dal termine con una conclusione di Orsi dalla distanza: per la prima volta, una finale mondiale si decideva ai supplementari. Al 95º minuto Schiavio, servito in area da Guaita, superò il portiere cecoslovacco portando la Squadra in vantaggio; memorabile fu il mancamento che il giocatore ebbe subito dopo aver segnato, effetto sia della tensione che della forte calura – circa 40 °C – nella quale si svolse l'incontro; la nazionale slava, sorpresa dalla rimonta, non fu in grado di pareggiare, e così l'Italia conquistò la prima vittoria iridata della sua storia, prima europea di sempre a vincere il trofeo.

### Francia 1938
In un contesto internazionale sempre più teso, e nel timore che lo scoppio di un conflitto di grandi dimensioni mettesse fine precocemente e per sempre alla nuova kermesse mondiale, Jules Rimet ottenne che la terza Coppa del Mondo avesse luogo nella sua Francia, venendo meno con ciò al criterio di alternanza fra Europa e Sudamerica nell'organizzazione del torneo.
Ciò fu causa di un numero di defezioni persino maggiore di quello che si era visto in Italia, con l'Argentina, convinta assegnataria, e l'Uruguay a guidare un boicottaggio cui si accodarono, per varie ragioni, quasi tutte le nazionali del continente americano: le sole eccezioni furono il Brasile (intenzionato a proporsi per l'edizione del ’42, poi annullata) e Cuba, entrambe rimaste sole nei rispettivi gruppi di qualificazione. A partire da quell'anno, sia la squadra ospitante che quella detentrice del titolo – nel caso, Francia e Italia – furono ammesse di diritto alla fase finale; delle 37 nazionali di tutto il mondo in principio candidate per coprire i restanti 14 posti, alla fine solo 21 disputarono almeno una gara preliminare.
In Europa, oltre alla solita assenza delle britanniche, i prodromi del conflitto determinarono quella di altre buone compagini, prima fra tutte la Spagna lacerata già da due anni di Guerra civile. La forte Nazionale austriaca, dal canto suo, ottenne la qualificazione, ma con l'annessione (Anschluss) del paese alla Germania nazista pochi mesi prima del mondiale, e con gli abbinamenti degli ottavi di finale già decisi, venne dissolta e i suoi migliori uomini convocati nella nuova squadra tedesca che finì per avere ben 9 calciatori austriaci in lista; il posto lasciato vacante dal Wunderteam non venne offerto a nessun'altra nazionale, sicché il mondiale si disputò in 15. Trovarono gli ottavi le squadre di Germania, Svezia, Norvegia, Polonia, Romania, Svizzera, Ungheria, Cecoslovacchia, Olanda e Belgio, alle quali si aggiunse la prima asiatica mai qualificatasi a un mondiale, le Indie Orientali Olandesi (attuale Indonesia).
Con l'incontro Svezia-Austria annullato in seguito allo scioglimento della squadra di Matthias Sindelar, gli scandinavi passarono direttamente – primo e unico nella storia del campionato – al turno dei quarti, e attesero la fine dell'incontro Cuba-Romania per conoscere la loro prima avversaria del torneo. La prima gara fra queste due squadre, a sua volta, terminò su un avvincente 3-3 e venne ripetuta quattro giorni dopo, con vittoria dei cubani per 2-1 (unica nazionale caraibica di sempre a superare il primo turno). Si andò a ripetizione anche per Germania-Svizzera, nel quale la prestazione della nuova Mannschaft, passata entrambe le volte in vantaggio e poi rimontata, fu tale da insinuare il dubbio di un auto-boicottaggio da parte degli attaccanti austriaci; peraltro nella seconda gara, il tecnico elvetico Karl Rappan schierò una difesa "a 3" impenetrabile – antesignana del catenaccio – che alla fine valse il superamento del turno per 4-2. Si distinse non poco Brasile-Polonia, giocato a Strasburgo fra due squadre completamente votate all'attacco che insieme realizzarono il record (poi superato nel 1954) di 11 reti segnate in una gara iridata – 6-5 per il Brasile, dopo il 4-4 dei regolamentari; – il polacco Ernest Wilimowski divenne contestualmente il primo autore di quattro reti in una partita dei mondiali. Questa gara e quella tra Austria-Svizzera finita 7-5 del 1954 detengono il record di reti segnate dalla squadra perdente.
Più complicate del previsto furono le cose per la Cecoslovacchia, che si fece portare ai supplementari dagli Oranje prima di dilagare con un 3-0. Ma le maggiori difficoltà, anche e soprattutto psicologiche, le ebbero i campioni in carica italiani, presentatisi in Francia forti anche del secondo successo in Coppa Internazionale nel 1935 e di quello alle Olimpiadi di Berlino del ’36; a Marsiglia, il "saluto romano" degli Azzurri venne accolto dagli spalti francesi, per l'occasione pieni di antifascisti fuoriusciti, con incessanti ondate di fischi e di insulti. L’Italia, che della rosa vincitrice a Roma conservava soltanto tre elementi, si portò avanti per poi subire la forza di volontà e il pareggio dell’esordiente Norvegia – con rete di Brustad a pochi minuti dal 90°; – già nelle prime battute del prolungamento di gara, però, Piola agganciò i quarti, per andare ad affrontare i padroni di casa a Colombes.
Nel secondo turno del campionato la Svezia, umiliando i volenterosi cubani con un perentorio 8-0, batté i precedenti record mondiali sia di scarto-reti, sia di goal segnati da una sola squadra nella stessa gara – record detenuti da Italia-USA 7-1 e da Ungheria-Indie Olandesi 6-0; – tale primato sarebbe stato a sua volta battuto a Svizzera ’54 (curiosamente proprio dai magiari). A Colombes, intanto, un'Italia in maglia nera resistette al tifo dello Stadio olimpico Yves du Manoir per la squadra di casa e, con Colaussi e una doppietta del solito Piola, mise fine con un 3-1 al sogno casalingo dei transalpini, ipotecando una nuova semifinale; la Francia fu così la prima nazionale ospitante a venire eliminata nel "proprio" mondiale.
Infine il 12 giugno, il Brasile e la Cecoslovacchia vicecampione in carica si esibirono in una gara a tal punto violenta, da passare alla storia come "Battaglia di Bordeaux": le ripetute risse fuori controllo portarono a ben 3 espulsioni nel solo primo tempo regolamentare (record battuto solo nel 2006 da Portogallo-Olanda), mentre i migliori uomini della compagine slava dovettero lasciare il campo con le ossa rotte; nella ripetizione dell'incontro, il Brasile disponeva ancora del suo irrinunciabile fuoriclasse Leônidas e poté rivoluzionare quasi del tutto la squadra contro un'avversaria privata invece di Nejedlý, Puč e persino del portiere Plánička: i cecoslovacchi ressero un tempo, ma nella ripresa cedettero per 1-2 alla Seleção l'ultimo biglietto per Marsiglia.
Le due semifinali si svolsero contemporaneamente il 16 giugno. Nella prima, disputata al Vélodrome, gli Azzurri punirono la supponenza dei sudamericani, presentatisi con l'assoluta convinzione di passare il turno tanto da avere prenotato in anticipo l'aereo per Colombes, e soprattutto da aver lasciato Leônidas e Tim a riposo proprio in vista della finale: stanca per la doppia impresa compiuta contro la Cecoslovacchia, la Seleção giocò invece alla pari solo il primo tempo, mentre nella ripresa l'Italia ne prese d'assalto la porta, andando in rete prima con Colaussi e poco dopo con un leggendario rigore calciato da Meazza "a sorpresa" (e con l'elastico dei calzoncini rotto); il goal della bandiera di Romeu a 3 minuti dalla fine non risparmiò al Brasile la sua prima cocente sconfitta in sede mondiale, nota alle cronache come "Paradinha".
Al Parc des Princes di Parigi, la corazzata ungherese ebbe intanto ragione della Svezia con un 5-1 senza storia.
Finale per il terzo posto e finale per il primo, disputate il 19 giugno, si chiusero a loro volta alla stessa ora e con lo stesso risultato. Il Brasile tornò a Bordeaux per rifarsi sugli svedesi, e si prese a loro discapito l'ultimo gradino del podio; con la sua doppietta, il grande Leônidas raggiunse 7 reti e la vetta della classifica marcatori. A Colombes, invece, l'Italia mise a tacere ogni polemica extra-calcistica, dominando gli ungheresi per tutta la durata dell'incontro sotto la guida di Meazza; già al termine del primo tempo gli Azzurri conducevano per 3-1 grazie ancora alle segnature di Colaussi (doppietta) e Piola, e nella ripresa Biavati colse un palo prima di servire di nuovo a Piola la palla del 4-2 che chiuse definitivamente la pratica, rendendo inutili le marcature di Titkos e Sárosi.
Davanti ad un pubblico finalmente disposto ad applaudire il suo pieno merito in campo, l'Italia divenne la prima nazionale a raggiungere due successi mondiali di fila (come solo il Brasile, in seguito, saprà rifare), nonché la prima a vincere fuori dal proprio paese; la sua forza e imbattibilità in tutti i tornei internazionali ebbe il tempo di trovare l'ultima conferma prima che la situazione politica precipitasse, scivolando velocemente nel conflitto mondiale. Con le successive due edizioni cancellate, gli Azzurri finiranno per mantenere il titolo di campioni del mondo per ben 16 anni. Il primato di Vittorio Pozzo quale commissario tecnico vincitore di due titoli iridati – peraltro consecutivi – ad oggi non è stato eguagliato.

### Brasile 1950

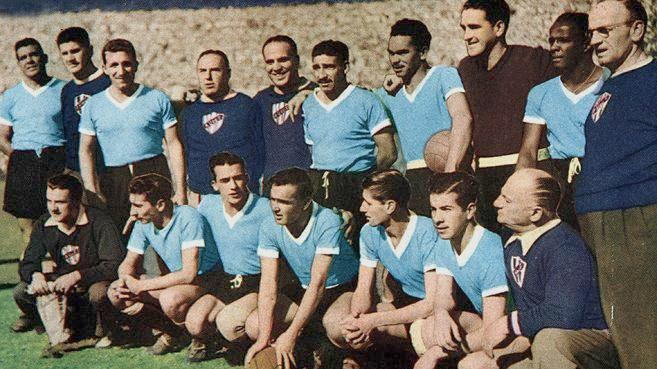
L'Uruguay campione del mondo per la seconda volta nella sua storia.

La competizione riprese con il Mondiale del 1950 che si tenne in Brasile, che per la prima volta vide la partecipazione dell'Inghilterra che non aveva partecipato alle precedenti edizioni in quanto non associata alla FIFA dalla quale si era ritirata nel 1920 per evitare di affrontare le nazionali dei paesi contro i quali combatté le due guerre mondiali. Un'altra causa fu una sorta di protesta contro le influenze degli altri paesi nel gioco del calcio (sport nato appunto in Inghilterra) ma più realisticamente in quanto gli inglesi si ritenevano, forse a ragione, assai superiori al resto del mondo nello sport che loro stessi avevano inventato e regolarizzato. Nel 1946 la Football Association decise di riunirsi all'associazione mondiale dopo un formale invito della stessa FIFA.

Gioco allo stadio Maracanã, prima della Coppa del Mondo del 1950.

Il torneo rivide la partecipazione dell'Uruguay assente per protesta nelle due edizioni precedenti. Per ragioni politiche, invece, le nazionali dei paesi dell'Europa orientale (Ungheria, Unione Sovietica e Cecoslovacchia) non vi presero parte. L'Italia, detentore del titolo, vi partecipò nonostante la tragedia di Superga del 1949 nella quale persero la vita i giocatori del Grande Torino (molti dei quali nel giro della nazionale). Per la prima volta il programma non prevede una fase ad eliminazione diretta. Il torneo fu organizzato con due fasi a gironi all'italiana. Comunque, l'ultima partita della seconda fase a gironi fu una vera e propria finale in quanto si affrontarono le prime due del gruppo e la vincitrice si sarebbe laureata campione, anche se ai brasiliani sarebbe bastato il pareggio. L'Uruguay vinse a sorpresa sul Brasile ospitante rimontando l'iniziale svantaggio e divenne per la seconda volta campione (su due edizioni alle quali aveva partecipato). L'ultimo atto di questo mondiale fu una vera e propria tragedia (e non solo sportiva) per i padroni di casa, che assunse il nome di Maracanazo.

## Il periodo 1954-1978

### Svizzera 1954
Nel 1954 la manifestazione si svolse in Svizzera e fu la prima ad essere trasmessa in televisione. La Scozia fece la sua prima apparizione nel torneo, senza però far registrare neanche una vittoria e uscendo in tal modo al primo turno. Anche in questo caso il torneo previde una fase iniziale a gironi da 4 squadre in cui però le due teste di serie dello stesso gruppo non si sarebbero affrontate fra loro (quindi ogni squadra nazionale avrebbe giocato due partite invece di tre, a meno di eventuali spareggi per arrivi a pari punti). Il quarto di finale tra l'Austria e la Svizzera vide il record di gol segnati in un match di coppa del mondo: gli elvetici persero infatti per 5-7, dopo essere andati in vantaggio per 3-0. La Germania Ovest fu la vincitrice della competizione, sconfiggendo in finale i campioni olimpici dell'Ungheria col risultato di 3-2, rimontando dal 2-0, con Helmut Rahn che segnò il gol partita. Il match è conosciuto in Germania come il "miracolo di Berna".

### Svezia 1958

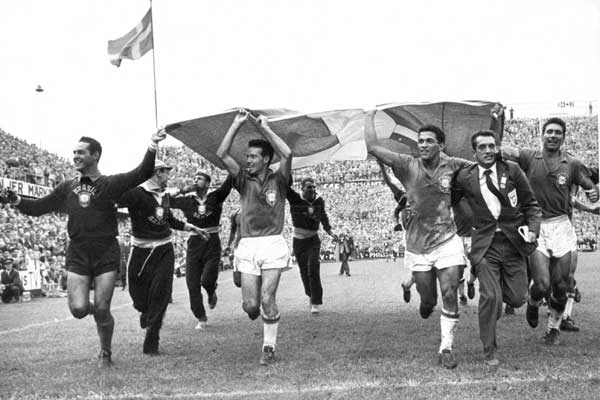
I brasiliani festeggiano la conquista del loro primo titolo mondiale.

Il Brasile vinse nel 1958, svoltosi in Svezia, e fu la prima volta che la vincitrice era una nazionale proveniente da un altro continente (il Brasile ripeté l'impresa nel 2002). La nazionale dell'Unione Sovietica partecipò questa volta sull'onda lunga della vittoria delle olimpiadi del 1956. Per la prima volta (e per adesso l'unica), tutte e quattro le nazionali britanniche si qualificarono alla fase finale (Inghilterra, Scozia, Galles e Irlanda del Nord che estromise l'Italia). Il Galles approfittò della situazione nella zona Africa/Asia, dove l'ammontare di nazionali ritirate permise all'Israele di qualificarsi senza neanche dover giocare una partita. Poiché però le regole FIFA non permettono di qualificarsi senza giocare, agli israeliani fu imposto di affrontare una delle seconde degli altri gruppi, e fu organizzato uno spareggio contro il Galles, che vinse con un doppio 2-0 nel 1958, nell'unica volta che una nazionale si qualificò ai mondiali dopo essere stata eliminata nelle fasi a gironi. Il torneo vide l'emergente Pelé, che segnò due gol nella finalissima contro i padroni di casa svedesi vinta per 5-2.

### Cile 1962
Il Cile fu scelto per ospitare l'edizione '62, fu un torneo in cui prevalse il gioco difensivo e che vide la riconferma del Brasile, pur senza Pelé nelle ultime fasi causa infortunio, come detentore della Coppa Rimet, divenendo dopo l'Italia la seconda squadra ad imporsi per due volte di seguito. Per la seconda volta arrivò in finale la Cecoslovacchia, dopo il 1934. I padroni di casa cileni arrivarono fino alle semifinali, conquistando il terzo posto, ma con polemiche riguardo all'arbitraggio favorevole alla squadra ospitante.

### Inghilterra 1966
Nel 1966, il torneo fu organizzato dall'Inghilterra, in questa edizione fece la sua comparsa il marketing. Furono disegnate una mascotte e un logo ufficiale. Il trofeo fu rubato nelle imminenze della manifestazione ma fu ritrovato una settimana dopo da un cane di nome "Pickles". La nazionale del Sudafrica fu esclusa per la violazione dei regolamenti anti-discriminazione (a causa dell'apartheid). L'esclusione rimase in vigore fino al 1992 quando l'associazione calcistica del Sud Africa fu riammessa dalla FIFA. I gironi di qualificazione videro la protesta delle nazionali africane contro la decisione della FIFA di riservare un solo posto per il continente Africano, Asiatico e Oceanico e decisero di ritirarsi. La Corea del Nord divenne la prima squadra asiatica a raggiungere i quarti di finale battendo clamorosamente la nazionale italiana nell'ultima gara del girone (grazie alla rete di un giocatore dilettante che come professione non era dentista come si è detto per anni, ma professore di educazione fisica). L'Inghilterra vinse il torneo battendo la Germania Ovest per 4-2 dopo i supplementari. In questa partita l'attaccante inglese Geoff Hurst divenne il primo giocatore a mettere a segno una tripletta in una finalissima di coppa. Uno dei tre gol destò polemiche tra i tedeschi, in quanto non ci fu la certezza che il pallone avesse varcato completamente la linea di porta. Eusébio del Portogallo (squadra che partecipava per la prima volta ad un mondiale) vinse la classifica cannonieri violando le porte avversarie per 9 volte.

### Messico 1970

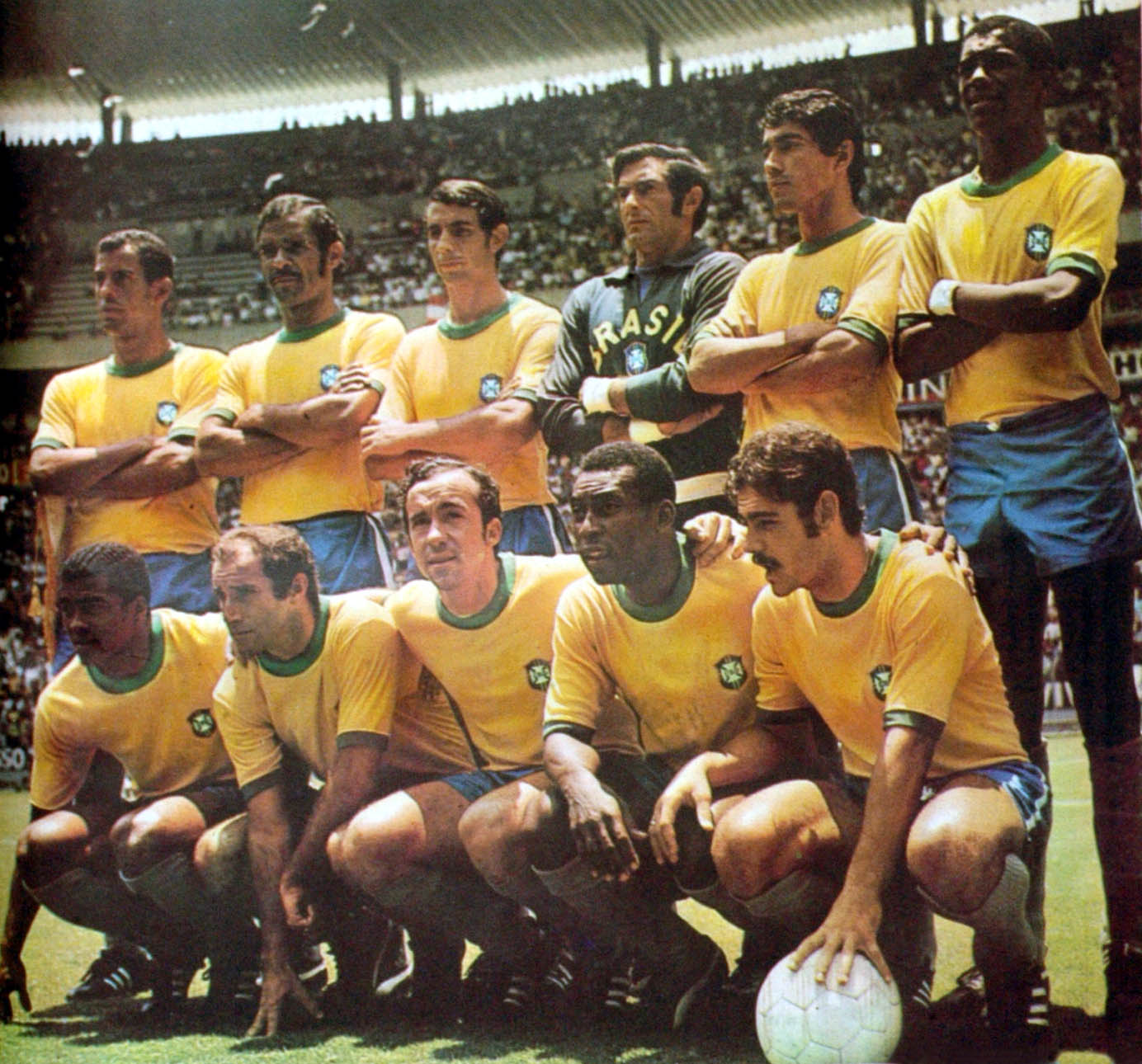
Il Brasile che nel 1970 vinse definitivamente per la terza volta la Coppa Jules Rimet.

Le qualificazioni per il mondiale del 1970 accentuarono le rivalità tra Honduras ed El Salvador scatenando quella che viene definita la guerra del calcio. La fase finale si svolse in Messico e fu l'evento che lanciò la televisione a colori a livello internazionale. Israele fu aggregata calcisticamente all'Europa, per motivi politici, e divenne difficile inserirla nei gironi che servivano per accedere alla coppa. Perciò fu inserita nella zona Asia/Oceania. La Corea del Nord si rifiutò di incontrare gli israeliani e venne automaticamente squalificata. Questo mondiale è ricordato per la storica parata del portiere inglese Gordon Banks che salvò la sua porta da un ravvicinato colpo di testa di Pelé, questo gesto atletico viene considerato uno dei più difficili salvataggi della storia del calcio. Un altro motivo per cui questa edizione è passata alla storia è la grandiosa semifinale che vide affrontarsi l'Italia e la Germania Ovest (denominata la "partita del secolo"); in questo match furono segnati addirittura 5 gol durante i tempi supplementari e il capitano della compagine teutonica, Franz Beckenbauer, giocò parte della partita con una vistosissima fasciatura dovuta alla frattura di un braccio, in quanto l'allenatore tedesco aveva già effettuato le sostituzioni a sua disposizione. L'Italia vinse per 4-3 e approdò in finale dove però venne battuta da un formidabile Brasile col risultato di 4-1. Con questa affermazione la nazionale carioca arrivava alla conquista della terza coppa del mondo e ciò le dava il diritto in entrare in possesso del trofeo, la coppa Rimet.

### Germania Ovest 1974

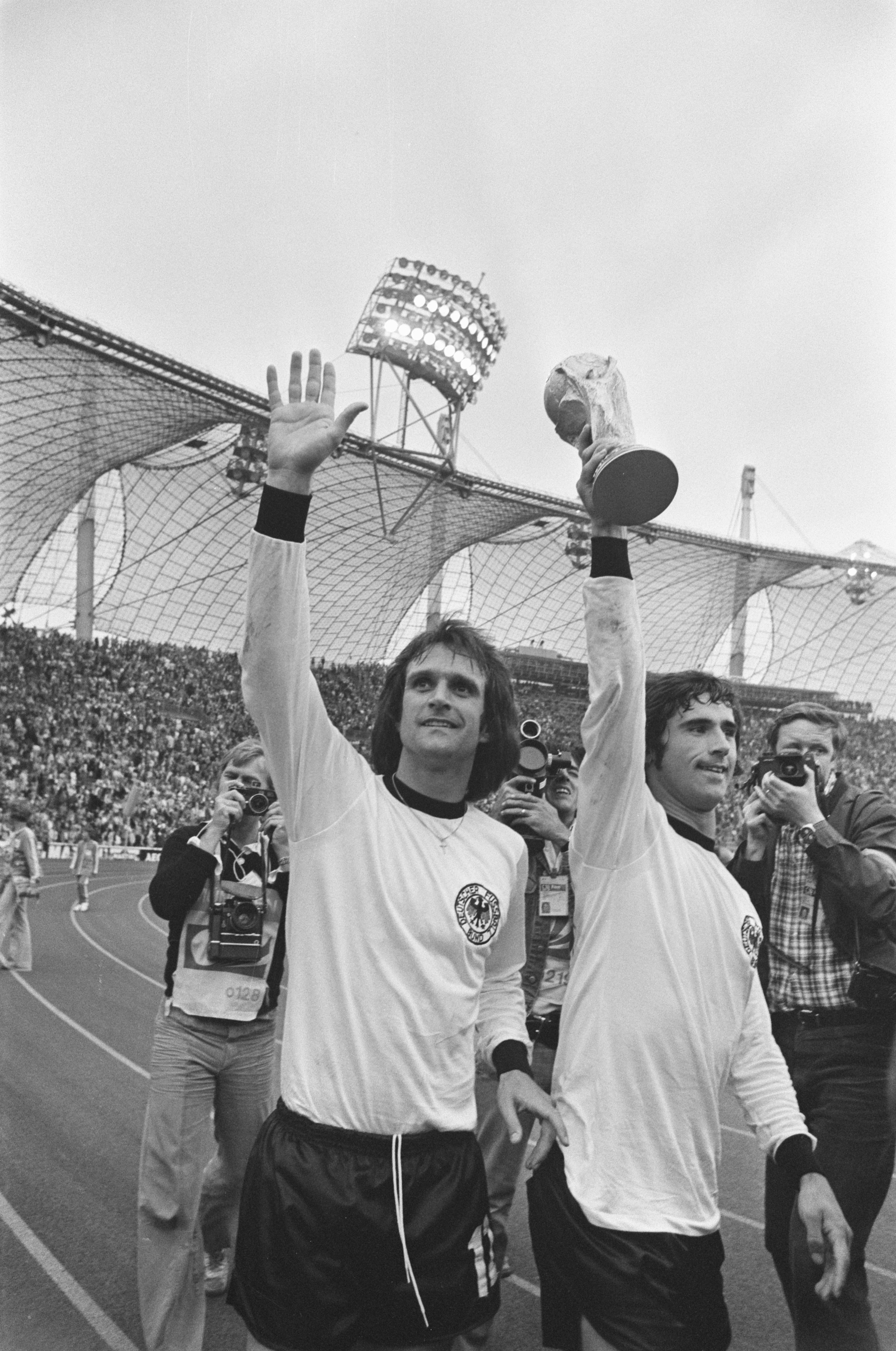
Wolfgang Overath e Gerd Müller, campioni del mondo con la Germania Ovest, sollevano il Trofeo Coppa del Mondo FIFA, per la prima volta in palio nell'edizione del 1974.

Per l'edizione del 1974 fu creato un nuovo trofeo, quello usato ancora attualmente. La competizione si svolse nella Germania Ovest. Dopo essere stata sorteggiata nella zona UEFA/CONMEBOL per giocare lo spareggio qualificazione contro il Cile, l'Unione Sovietica si rifiutò di viaggiare a Santiago del Cile per la partita di ritorno a causa di controversie politiche e, come stabilito dal regolamento, il Cile fu dichiarato vincitore e quindi qualificato. In questa edizione le nazionali di Germania Est (che in un accesissimo derby batté i cugini occidentali), Haiti, Australia e Zaire (che subì un pesantissimo 9-0 dalla Jugoslavia nella fase a gironi, la vittoria con maggior gol di scarto ad un mondiale fino ad allora, eguagliata poi 8 anni dopo) fecero il loro esordio ad una fase finale di un mondiale. Il torneo cambiò nuovamente formato, le due prime squadre di ognuno dei quattro gironi venivano divise in due ulteriori gruppi dai quali sarebbero uscite le finaliste. La Germania Ovest vinse la competizione avendo la meglio in finale di una rivoluzionaria Olanda col risultato di 2-1. In quell'edizione l'Olanda aveva catturato l'attenzione approntando un inedito modo di giocare che venne definito calcio totale che veniva magistralmente interpretato da giocatori del calibro di Johan Cruijff. Un'altra nazionale che si contraddistinse per il modo di giocare fu la Polonia che chiuse il torneo al terzo posto, dopo aver battuto i campioni in carica del Brasile per 1-0; in precedenza si erano imposti su squadre più blasonate come Argentina (3-2) e Italia (2-1) nel girone iniziale, ed avevano perso la gara decisiva per accedere alla finale con un onorevolissimo 0-1 inflitto dalla Germania Ovest sotto una pioggia battente.

### Argentina 1978
La Coppa del Mondo del 1978 fu ospitata dall'Argentina, causando polemiche a causa di un colpo di Stato militare avvenuto nel paese due anni prima. Il grande campione olandese Johan Cruijff si rifiutò di partecipare per questo motivo, comunque nessuna nazione ritirò la propria squadra. Per la prima volta al nastro di partenza si presentarono le formazioni di Iran e Tunisia. Ci fu qualche contestazione quando l'Argentina, necessitando di quattro gol di scarto nell'ultima partita per qualificarsi a discapito del Brasile, inflisse un pesantissimo 6-0 al Perù, cioè lo stesso numero di gol che gli albi-celeste avevano totalizzato nella precedente parte del torneo. Alla fine ad imporsi fu proprio la nazionale di casa che sconfisse per 3-1 l'Olanda in finale dopo i supplementari grazie anche ad una doppietta di Mario Kempes. L'Olanda per la seconda volta consecutiva si piazzava così al secondo posto.

## Il periodo 1982-1994

### Spagna 1982

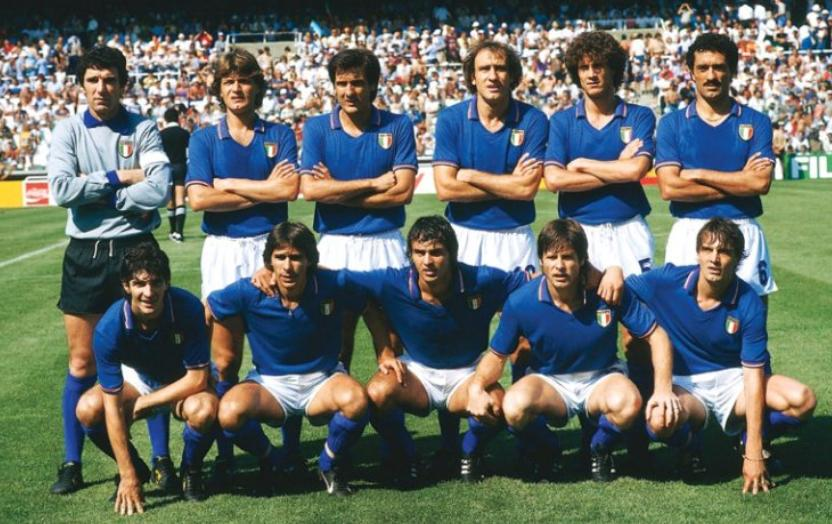
L'Italia di Enzo Bearzot che conquistò nel 1982 il suo terzo alloro mondiale.

La Spagna fu scelta per ospitare l'edizione del 1982, il primo a prevedere la partecipazione di ventiquattro squadre; si trattò della prima modifica del numero di partecipanti dalla coppa dal 1934. Le squadre vennero suddivise in sei gruppi da quattro squadre ciascuno; le prime due classificate di ogni girone passavano alla fase successiva, dove venivano nuovamente suddivise in quattro gruppi da tre. Le vincitrici di questi triangolari approdavano alle semifinali. Le debuttanti erano: Camerun, Algeria, Honduras, Nuova Zelanda e Kuwait. Nella fase a gironi l'Ungheria rifilò un 10-1 all'El Salvador, diventando la vittoria più larga ad un mondiale. La partita del girone preliminare tra Francia e Kuwait fu il teatro di un curioso aneddoto: quando i francesi erano già in vantaggio per 3-1, i giocatori arabi si fermarono perché avevano scambiato un fischio proveniente dagli spalti con una sanzione decretata dall'arbitro, così il giocatore transalpino Alain Giresse ne approfittò per segnare. I giocatori del Kuwait protestarono vivacemente, e Fahad Al-Ahmed Al-Sabah, presidente della federazione del Kuwait, corse dentro il campo per esprimere il suo disappunto al direttore di gara, il quale procedette clamorosamente nell'annullare la rete. Bossis segnò nuovamente qualche minuto dopo e la gara finì col risultato di 4-1. La semifinale tra Germania Ovest e Francia vide il verificarsi di un altro episodio contestato. Il portiere tedesco Harald Schumacher commise un evidente fallo su Patrick Battiston, quando il risultato era di 1-1. Schumacher scampò all'espulsione e la formazione tedesca si impose ai calci di rigore (fu la prima volta nel campionato del mondo che una partita venne decisa ai tiri dal dischetto), rimontando dopo essere stata in svantaggio per 1-3. La finale fu vinta dall'Italia per 3-1 sotto gli occhi di un raggiante presidente della repubblica Sandro Pertini. Il capitano degli azzurri, Dino Zoff, divenne il giocatore più anziano a fregiarsi del titolo di campione del mondo e la classifica cannonieri fu appannaggio di un altro calciatore azzurro: l'attaccante Paolo Rossi soprannominato Pablito.

### Messico 1986

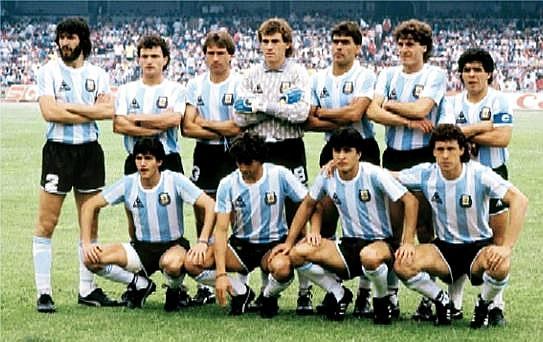
Gli argentini campioni del mondo per la seconda volta nella loro storia.

Nell'edizione del 1986 il Messico divenne la prima nazione ad ospitare per due volte una fase finale dei mondiali. Il formato cambiò nuovamente: la seconda fase a gironi fu rimpiazzata dagli ottavi di finale, una fase ad eliminazione, in cui si affrontavano le sedici squadre qualificate (passavano, oltre alle prime due dei gironi, anche le migliori terze), per poi proseguire per i quarti di finale, che mancavano dall'edizione del '70. Fu inoltre stabilito che le ultime due partite di ogni girone dovevano prendere il via simultaneamente per garantire che le squadre giocassero senza conoscere il risultato degli avversari. Le nazionali di Canada, Danimarca e Iraq parteciparono alla loro prima fase finale. Il Marocco divenne la prima formazione africana a superare il girone iniziale. Il quarto di finale tra Argentina ed Inghilterra è entrata nella storia del calcio per i due gol segnati da Diego Maradona, che più tardi verrà premiato come giocatore migliore del torneo: il primo gol che il pibe de oro mise a segno fu il famosissimo gol di mano che lo stesso numero 10 commentò dicendo che a segnare fu la mano di Dio, mentre il secondo viene considerato come "gol del Secolo", nel quale Maradona partì da centrocampo e dribblò cinque giocatori inglesi ed il portiere prima di depositare la palla in rete. Nella finalissima gli albi-celeste ebbero la meglio sulla Germania Ovest col risultato finale di 3-2, gol decisivo segnato da Jorge Burruchaga nato da un'azione di Maradona.

### Italia 1990

La Germania Ovest che conquistò nel 1990 il suo terzo titolo iridato; si trattò dell'ultimo successo tedesco-occidentale prima della riunificazione con l'Est avvenuta a fine anno.

Nel 1990 il torneo fu ospitato dall'Italia. La nazionale del Camerun raggiunse i quarti di finale, diventando la prima squadra del continente nero a riuscire nell'impresa. Come conseguenza per aver falsificato l'età di un giocatore durante un torneo giovanile il Messico fu sospeso per due anni e dovette quindi saltare questa edizione. Uno spiacevole episodio accadde durante un match di qualificazione tra Brasile e Cile: un petardo atterrò in campo, colpendo il portiere cileno Rojas, che si infortunò gravemente. La sua squadra si rifiutò di continuare la partita (il risultato li vedeva in svantaggio di una rete). Il complotto fu scoperto e, come conseguenza, alla nazionale andina fu imposta una lunga sospensione che la escluse anche dall'edizione 1994 della coppa. Nella finalissima si affrontarono le stesse squadre che si videro contro anche nella finale del torneo di quattro anni prima, ma stavolta il risultato si invertì: dopo essersi piazzati secondi per due edizioni consecutive, i tedeschi occidentali riuscirono a portare a casa la terza coppa del mondo grazie ad un rigore generoso trasformato da Brehme. Il capocannoniere del torneo fu l'italiano Salvatore Schillaci, che portò la nazionale di casa ad un onorevole terzo posto.

### Stati Uniti 1994

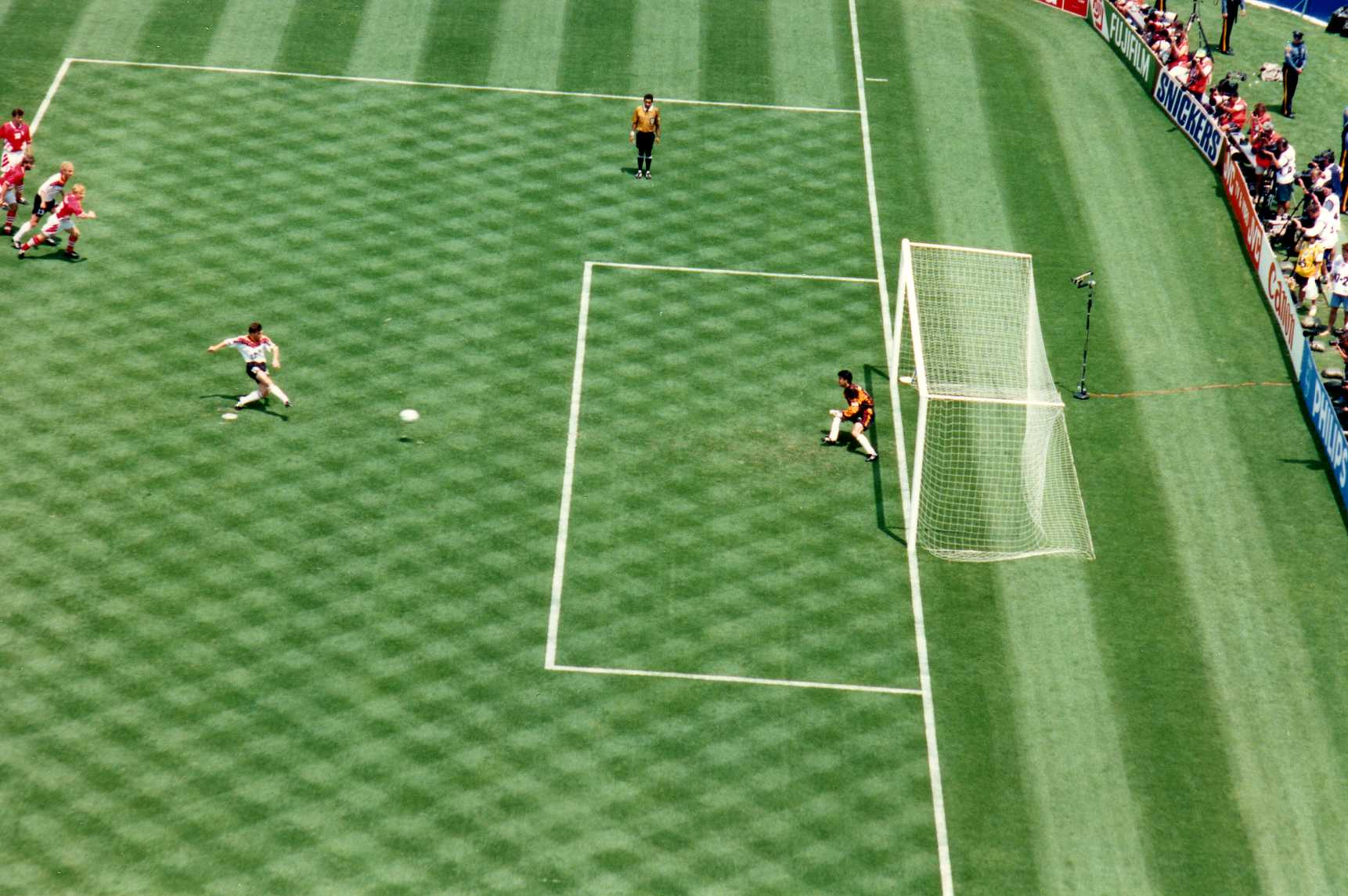
Matthäus realizza il rigore del momentaneo vantaggio della Germania sulla, poi vincitrice dell'incontro.

Nel 1994, per la prima volta l'organizzazione del mondiale uscì dalla tradizionale alternanza fra Europa e Sudamerica, e venne assegnata agli Stati Uniti. Fu l'ultima edizione a ventiquattro squadre – portate a trentadue da quella successiva – e quindi anche l'ultima a fare ricorso al ripescaggio delle migliori terze classificate, ed ebbe come principale novità la modifica del sistema dei punteggi della fase a gironi, con 3 punti assegnati alla vittoria (in precedenza erano 2). USA ’94 è ricordato per le condizioni climatiche particolarmente difficili – con temperature vicine ai 40 °C – in cui vennero disputate molte delle gare, fissate attorno all'ora di pranzo per permetterne la trasmissione in diretta in Europa in tarda serata; si ebbe inoltre il primo caso di stadio coperto nella storia del torneo iridato: il Pontiac Silverdome, situato nelle vicinanze di Detroit, ospitò quattro incontri della prima fase (primo di tutti, l'esordio della squadra locale contro la Svizzera).
Tra le squadre dell'UEFA, la recente dissoluzione dell'URSS causò lo scioglimento della relativa compagine e ne generò di nuove; fra quelle iscritte, la Russia fu tuttavia l'unica a superare il girone preliminare, esordendo come tale al fianco di Grecia, Nigeria e Arabia Saudita. Esclusa la Jugoslavia per via del conflitto bosniaco, mancarono all'appello anche la Danimarca campione continentale in carica (superata dall'Irlanda per i soli goal segnati, (l'Inghilterra e ancora una volta la Francia – lasciata a casa da una Bulgaria destinata a sorprendere.
La fase a gruppi portò ogni sorta di record, eventi memorabili e situazioni notevoli o inaudite, a cominciare dalla prima vittoria dei campioni in carica al proprio esordio dal 1974: la Germania, tornata ai mondiali come nazionale riunificata (benché il paese lo fosse già da prima di Italia ’90), batté di misura la debole Bolivia e pareggiò con la Spagna, ma da lì in poi ebbe un percorso travagliato, segnato da una "quasi" rimonta della Corea del Sud nella gara decisiva – da 3-0 a 3-2 – e dal contestuale polemico ritiro del suo uomo più importante, Stefan Effenberg, già a rischio squalifica (per via di un "dito medio" rivolto agli spalti a fine gara). Un'eco decisamente maggiore ebbe il "foglio di via" comminato dalla FIFA in corso di campionato a Maradona, in seguito ad un controllo anti-doping, effettuato dopo la seconda giornata – e poi ripetuto, – da cui el Pibe de Oro risultò positivo all'efedrina, un alcaloide vietato dal regolamento. La Colombia, dal canto suo, non riuscì a ripetersi dopo il buon mondiale italiano; la sua eliminazione, arrivata con un turno d’anticipo (complice un'autorete di Andrés Escobar nello scontro diretto con gli Stati Uniti, perso 1-2) secondo molti fu alla base di quel che accadde al giocatore al suo rientro a Medellín, dove venne assassinato in una sparatoria (non senza il coinvolgimento dei cartelli del narcotraffico).
Le vere inattese del mondiale statunitense furono però la Romania di Florin Răducioiu, vincitrice del proprio girone (battendo anche gli USA), e la Bulgaria di Hristo Stoičkov, che si qualificò – dietro all'esordiente e altrettanto sorprendente Nigeria – spedendo la stessa Argentina fra le ripescate con un 2-0; con il precedente poker sulla Grecia, i bulgari avevano peraltro realizzato la loro prima vittoria in assoluto in cinque edizioni disputate a partire dal 1962 – dopo una serie di diciassette fra sconfitte e pareggi ad oggi mai eguagliata da nessuna squadra che abbia preso parte ad almeno un mondiale. L'Arabia Saudita, invece, superò il turno battendo il Belgio nell'ultima gara utile con un'incredibile – anche se non molto ricordata – rete di Saeed Al-Owairan, soprannominato "il Maradona del deserto" per aver segnato a porta vuota dopo aver dribblato cinque avversari e lo stesso portiere (Michel Preud'homme, poi vincitore del "premio Yashin") in una corsa solitaria di settanta metri.
Nella classifica del gruppo E, quello dell'Italia, si verificò un caso ad oggi unico nella storia del campionato: tutte e quattro le squadre del girone si ritrovarono alla fine a parità di punti (4) e di differenza-reti (0), sicché divenne decisivo il numero di gol segnati, che sancirono l'esclusione della Norvegia e la qualificazione diretta di Messico e Irlanda. Per il ripescaggio dell'Italia, fin lì poco convincente, fu quindi fondamentale l'esito di Russia-Camerun 6-1 nel gruppo B, una gara inutile per i russi, già eliminati, che tuttavia registrò due record notevoli: Oleg Salenko, capocannoniere insieme a Stoičkov, fu il primo a siglare una "cinquina" in una sola gara – battendo Ernest Wilimowski nel ’38; – al tempo stesso, il camerunense Roger Milla, con i suoi 42 anni e 1 mese, diventò – ed è ancora – il più anziano giocatore ad aver mai segnato in un mondiale. Un primato negativo fu invece quello rimediato dall'Italia nella gara vinta contro la Norvegia, quando Gianluca Pagliuca, intervenendo "di mano" fuori dalla propria area per fermare un'occasione di Leonhardsen, in ragione delle nuove regole, diventò il primo portiere ad essere espulso in una partita iridata (nei due incontri successivi venne sostituito da Marchegiani).
Dal turno degli ottavi avanzarono agevolmente la Svezia, i Paesi Bassi e la Spagna. Il 4 luglio, giorno di festa nazionale, si rivelò nefasto per gli anfitrioni, opposti al Brasile: gli USA, pur giocando la ripresa in superiorità numerica (espulso Leonardo per una gomitata in faccia a Ramos), subirono la rete di Bebeto ad un quarto d'ora dalla fine; ancora difficoltà anche per la Germania, alle prese con un Belgio volenteroso, che tuttavia si deconcentrò nel momento cruciale, permettendo alla Mannschaft di superare il turno. All'Argentina, rimasta orfana della sua stella in un mare di polemiche e di reciproche accuse, non restò che ballare al ritmo imposto dalla Romania, ben guidata da Gheorghe Hagi: i Biancocelesti se ne tornarono a casa sul 2-3.
Il 5 luglio, malgrado l'iniziale vantaggio siglato dal solito Stoičkov, la Bulgaria incappò in un arbitraggio a senso unico (e contrario), e le servirono i calci di rigore per continuare la sua corsa a spese del Messico: per El Tricolor fu la prima di ben 7 eliminazioni consecutive in questa fase (serie interrotta solo dall'eliminazione al primo turno di Qatar 2022). Contemporaneamente, al Foxboro Stadium di Boston, contro una Nigeria temuta e campione d'Africa in carica, cominciò a materializzarsi il miracolo di Roberto Baggio: sottotono dopo mezz'ora di buon gioco, gli Azzurri pasticciarono su un corner al ventiseiesimo, permettendo ad Amunike di portare in vantaggio i nigeriani. Nella ripresa, dopo un palo di Dino Baggio, il disastro sembrò compiersi con l'espulsione molto discussa di Gianfranco Zola, entrato in campo da poco; la solida difesa africana resse senza troppi problemi fino a cento secondi dal fischio finale, quando il "Divin Codino", ricevuta palla in area da Mussi, riprese per un soffio le sorti della Nazionale, portandola ai supplementari. Delusi e tramortiti, gli africani sbandarono e, su di un'ennesima entrata del falloso Eguavoen, ancora Roberto Baggio si ritrovò a tirare dal dischetto, beffò Rufai con un tiro angolato sul palo interno e spalancò all'Italia la via del turno seguente.
Fra il 9 ed il 10 luglio si tennero le gare dei quarti. L'Italia, sempre a Boston e con in porta di nuovo Pagliuca rientrato dalla squalifica, si sbarazzò degli spagnoli dapprima con un gran tiro di Dino Baggio da fuori area – al quale Caminero rispose nella ripresa (complice una deviazione di Benarrivo), – poi, a tre minuti dalla fine e dopo vari tentativi delle "Furie", con un'azione in profondità di Roberto Baggio, che segnò la sua terza rete nel torneo, dribblando Zubizarreta. Polemiche esplosero nei minuti di recupero per una gomitata di Tassotti in area allo spagnolo Luis Enrique: il fallo, che sarebbe valso un rigore e probabilmente un pareggio in extremis, non fu visto dal direttore di gara, ma in seguito alla "prova TV" la FIFA comminò al difensore italiano una squalifica di otto turni che ne decretò la fine della carriera in azzurro.
La gara Olanda-Brasile è ricordata come la più emozionante del mondiale americano, con ben cinque reti tutte nella ripresa: i Verdeoro segnarono le prime due in un quarto d'ora con Romário e Bebeto – di cui la prima in fuorigioco non sanzionato –, poi vennero raggiunti da Bergkamp e Winter e, infine, si imposero con una punizione a fil di palo calciata da Branco ed assegnata dopo un susseguirsi di falli reciproci; fra varie "sviste" del direttore di gara, la Seleção tornò meritatamente in semifinale dopo un'assenza di sedici anni. Per i tedeschi allenati da Berti Vogts andò invece esattamente all'inverso: dopo quattro semifinali e tre finali consecutive, i teutonici vennero battuti in rimonta negli ultimi minuti da una Bulgaria inarrestabile, qualificata per la prima e ad oggi unica volta ancora da Stoičkov e poi da Lečkov – in risposta al rigore di Matthäus al quarantasettesimo. Romania-Svezia si concluse sul 2-2, dopo l'1-1 dei regolamentari: al goal di Brolin fece seguito il solito Răducioiu col pareggio e poi con una doppietta, vanificata sul finale dal riaggancio di Andersson; gli svedesi vinsero dagli undici metri per 5-4, tornando nel "quadrato" dopo trentasei anni.
Entrambe le semifinali si disputarono nel pomeriggio del 13 luglio. Al Giants Stadium, non lontano da New York, andò in scena Bulgaria-Italia; gli Azzurri, nel corso del primo tempo, realizzarono cinque minuti del loro miglior calcio di sempre, con una prestazione corale guidata da Albertini ed incoronata da un Roberto Baggio in stato di grazia: al ventesimo minuto il "Divin Codino", ricevendo una rimessa laterale di Donadoni, si accentrò superando due avversari e spiazzò il portiere con un rasoterra imprendibile; con l'Italia in pieno dominio, seguirono due tentativi di Albertini – uno fermato dal palo, l'altro, immediatamente dopo, da Mihajlov, – finché al venticinquesimo di nuovo Baggio, servito nella mischia, realizzò il 2-0 con un diagonale da destra. Alcune occasioni sprecate permisero poi ai bulgari, sullo scadere della prima metà, di rimettersi in gara con un rigore, per fallo su Sirakov di Pagliuca, a rischio di rimediare un'altra squalifica. Il conseguente gol del 2-1 valse a Stoičkov la vetta della classifica marcatori, condivisa con Salenko, ma nel resto dell'incontro l'Italia si difese bene, confermando la tradizione di portarsi in finale mondiale ogni dodici anni.
Al Rose Bowl di Pasadena, per la Svezia si ripeté invece quella di trovare sulla propria strada il Brasile ad ogni sua presenza fra le "migliori quattro" (così infatti anche nel 1938, nel 1950 e nel 1958). Le due compagini venivano da un pareggio 1-1 nella fase a gruppi, ma stavolta i Gialloblù, con ancora nelle gambe i supplementari e i rigori contro i rumeni, non tennero il passo. Le porte rimasero inviolate nel primo tempo solo grazie ai riflessi di Ravelli e alla poca incisività della Seleção negli ultimi metri; la severa e contestata espulsione al sessantatreesimo di Jonas Thern, uomo chiave della nazionale scandinava, diede a quest'ultima il colpo di grazia: a dieci minuti dalla fine Romário – su cross di Jorginho – mandò in rete di testa la palla decisiva.
La finale del 17 luglio ripropose quello che fu il quinto e ad oggi ultimo Brasile-Italia del torneo iridato, a dodici anni dalla "Tragedia del Sarriá" ed a ventiquattro dalla finale dell'Azteca. Fiaccate dal caldo torrido, entrambe le compagini resero però assai meno di quanto pronosticabile, equivalendosi in tattica ed occasioni: Taffarel bloccò Massaro, mentre Pagliuca fermò due insidiose punizioni di Branco; alla mezz'ora della ripresa il portiere azzurro rischiò l'autogoal, parando, ma non riuscendo, a trattenere un tiro di Mauro Silva che andò, per sua fortuna, a stamparsi sul palo. Gli Azzurri resistettero in difesa grazie a Baresi, recuperato appena in tempo dopo un infortunio al menisco ed in grado anche di rilanciare sporadici attacchi; il risultato non cambiò tuttavia neanche nei supplementari, quando Romário sprecò una chiara occasione, mentre nell'Italia, per volere di Arrigo Sacchi, Roberto Baggio continuava a giocare rallentato dallo stiramento alla coscia rimediato a New York. Per la prima volta nella storia delle finali iridate lo 0-0 non si ruppe e l'assegnazione del titolo si decise dal dischetto.
Dopo due errori (Baresi tirò alto, Márcio Santos fu intercettato), andarono a segno per l'Italia Evani ed Albertini, per il Brasile Romário e Branco; il primo sbaglio decisivo fu quindi quello di Massaro – fermato da Taffarel – cui seguì il goal di Dunga. La stella di Roberto Baggio si spense clamorosamente all'ultimo tentativo degli Azzurri, quando il suo tiro finì alto sulla traversa, regalando alla Seleção al tempo stesso la quarta vittoria e la vetta solitaria dell'albo d'oro mondiale.

## Il periodo 1998-2022

### Francia 1998
Nel 1998 la coppa del mondo si tenne in Francia e cambiò nuovamente il suo formato, arrivando alla formula attuale che comprende trentadue squadre. In televisione, dagli anni novanta, i mondiali non vengono più trasmessi in Eurovisione. Nella fase di qualificazione, l'Iran inflisse alle Maldive un pesante 17-0, che divenne il più ampio scarto reti nella storia del mondiale fino ad allora. Quattro le squadre al loro debutto nel campionato mondiale: la Croazia, il Giappone, il Sudafrica (dopo aver scontato la squalifica della FIFA per l'Apartheid) e la Giamaica. Nella fase finale, precisamente nell'ottavo di finale tra la nazionale di casa e il Paraguay, si assistette al primo Golden gol nella storia della coppa, quando, dopo lo 0-0 dei tempi regolamentari, Laurent Blanc regalò ai Bleus la possibilità di giocare i quarti di finale. I transalpini vinsero il torneo superando in finale il Brasile per 3-0, con doppietta di Zinédine Zidane e rete di Petit. La debuttante Croazia conquistò il terzo posto.

### Corea del Sud e Giappone 2002
L'edizione 2002 fu la prima tenutasi in Asia e la prima ospitata da due nazioni: Corea del Sud e Giappone. Il togolese Souleymane Mamam divenne il più giovane giocatore di sempre a giocare un match di qualificazione ad un mondiale, scendendo in campo all'età di 13 anni e 310 giorni a Lomé nel maggio 2001. Sempre durante la fase preliminare l'Australia batté le Samoa Americane per 31-0, battendo il record per il più grande margine di reti in un incontro ufficiale. Il torneo si caratterizzò per gli exploit di paesi considerati non competitivi ai massimi livelli. Mentre la Francia campione del mondo veniva eliminata al primo turno come ultima in classifica con 1 solo punto e zero reti segnate (mai era successo che i campioni del mondo arrivassero ultimi nel girone l'edizione successiva), nazionali come il Senegal e gli Stati Uniti raggiunsero i quarti di finale, mentre la Corea del Sud padrona di casa si classificò addirittura quarta, dopo aver eliminato, con polemiche per via degli arbitraggi, squadre del calibro di Italia e Spagna nelle gare ad eliminazione diretta. Nella finalissima il Brasile ebbe la meglio sulla Germania per 2-0 grazie ad una doppietta di Ronaldo nel primo match di coppa del mondo tra le due squadre da sempre protagoniste nella competizione; grazie a questo risultato, i brasiliani divennero pentacampeões.

### Germania 2006

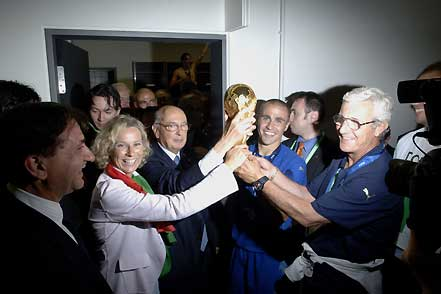
La festa azzurra per la vittoria del quarto titolo mondiale.

Nel 2006 la manifestazione tornò in Europa e fu ospitata dalla Germania. Fu la prima edizione nella quale i campioni in carica (in quel caso il Brasile) non erano più ammessi di diritto alla fase finale e dovevano perciò affrontare le qualificazioni, mentre la rappresentativa ospitante godeva ancora della qualificazione automatica. Prima dell'inizio del torneo, i bookmaker quotavano come possibili vincitori lo stesso Brasile e l'Inghilterra, entrambi eliminati ai quarti di finale.
Fecero la loro prima comparsa il maggior numero di esordienti dal 1934: ben sei – di cui quattro africane (Angola, Ghana, Togo e Costa d'Avorio), un'europea (Ucraina) ed una caraibica (Trinidad e Tobago), – che diventano sette se si dà per esordiente anche la Repubblica Ceca, erede della dissolta Cecoslovacchia.
L'unica effettiva sorpresa della fase a gironi fu l'Australia, qualificatasi al suo secondo mondiale (dopo quello del 1974, curiosamente disputato nell'allora Germania Ovest) nello spareggio interzona a spese dell'Uruguay, battuto ai rigori; rimontando due volte il vantaggio di un'agguerrita Croazia nella terza giornata, gli Aussies riuscirono ad estrometterla dal torneo e a raggiungere al suo posto gli ottavi di finale. Oltre a ciò, è da segnalare un'ottima prestazione dei padroni di casa – allenati da Jürgen Klinsmann, campione del mondo nel 1990, – non molto quotati neanche in Germania benché fossero vicecampioni in carica; la loro avanzata, conquistando gradualmente il sostegno casalingo, li porterà fino all'avvincente semifinale di Dortmund del 4 luglio contro l'Italia, da molti considerata come la più bella gara dell'intero torneo. Qualche difficoltà in più del previsto ebbe la Francia del fuoriclasse Zinédine Zidane, fermata su due pareggi nelle prime due giornate e salvata dal 2-0 sul debole Togo che la piazzò seconda alle spalle della Svizzera. L'unica africana a superare il turno fra le cinque presenti fu il Ghana, subito eliminato dal Brasile agli ottavi.
Nel turno degli ottavi si ricordano in particolare l'animosa Battaglia di Norimberga fra Portogallo e Olanda, che detiene il record assoluto di cartellini rossi in una partita dei mondiali – ben quattro, a fronte di sedici gialli – comminati dal direttore di gara russo Valentin Ivanov ed il polemico confronto Italia-Australia, vinto dagli Azzurri per 1-0 (dopo aver giocato tutto il secondo tempo in inferiorità numerica) grazie ad un controverso rigore fischiato in pieno recupero e trasformato da Francesco Totti. Singolare l'esito di Svizzera-Ucraina, con Ševčenko e compagni qualificati ai rigori per 3-0 e la Svizzera estromessa con due notevoli record: prima squadra di sempre a uscire da un mondiale senza avere subito una sola rete e prima di sempre a non andare mai a segno in una sessione di rigori (imitata in questo solo dalla Spagna nel 2022).
Le quattro semifinaliste del mondiale furono tutte europee per la quarta volta nella storia: si qualificarono la Germania, che batté l'Argentina ai rigori (fu la prima di tre sconfitte consecutive dei Biancocelesti in altrettanti mondiali per mano della Mannschaft), l'Italia, impostasi per 3-0 sull'Ucraina, e il Portogallo vittorioso ai rigori sull'Inghilterra (terza eliminazione ai rigori per gli inglesi dal 1990); l'ultimo confronto del turno, Francia-Brasile, vide il risveglio e la magnifica prestazione del capitano Zidane, autore anche dell'assist su punizione che permise a Thierry Henry di segnare nel secondo tempo la rete della vittoria ed eliminare i campioni in carica.
La sera del 4 luglio andò in scena la prima delle due semifinali, in cui l'Italia affrontò i padroni di casa nel loro "stadio-talismano", il Signal Iduna Park (Westfalenstadion) di Dortmund – dove i tedeschi non erano mai stati sconfitti – davanti ad un pubblico per la maggior parte locale. Dopo novanta minuti combattuti chiusi sullo 0-0, i supplementari divennero spettacolari: Gilardino e Zambrotta presero in un minuto un palo ed una traversa, quindi, dopo vari capovolgimenti di fronte e due decisivi interventi in porta di Buffon e Lehmann, ad un soffio dai rigori Fabio Grosso su corner e Alex Del Piero su contropiede ammutolirono lo stadio. L'Italia tornava così a confermarsi "bestia nera" della Germania dopo il 4-3 in semifinale del 1970 ed il 3-1 della finale di Madrid del 1982.
Nella gara della sera successiva, disputata a Monaco di Baviera, la Francia si impose sul Portogallo, arrivato in semifinale per la seconda volta dopo quarant'anni esatti: a decidere l'incontro fu un rigore segnato da Zidane nel corso del primo tempo; i "Galletti" raggiunsero così la loro seconda finale in tre edizioni.
La finalissima del 9 luglio all'Olympiastadion di Berlino vide quindi affrontarsi le stesse avversarie della finale di Rotterdam di Euro 2000. Al settimo minuto Zidane portò in vantaggio i francesi su tiro dagli undici metri assegnato dall'argentino Horacio Elizondo per un dubbio contatto in area fra Marco Materazzi e Malouda: Zizou trasformò il rigore con un 'cucchiaio' che, dopo aver colpito la traversa, varcò appena la linea di porta. Al diciannovesimo fu lo stesso Materazzi a pareggiare su corner, mentre nei primi minuti della ripresa un'incornata di Toni venne annullata per il fuorigioco passivo di De Rossi. Malgrado i ripetuti attacchi della Francia, più lucida e propositiva a partire dalla metà del secondo tempo, la salda difesa italiana resse fino allo scadere dei supplementari (notevole la parata di Buffon in pieno secondo supplementare su un colpo di testa di Zidane diretto appena sotto la traversa); a dieci minuti dal fischio, tuttavia, i due marcatori dell'incontro tornarono protagonisti, con il capitano dei Bleus, alla sua ultima partita giocata, che si fece espellere per una testata nel petto ai danni del difensore interista. La finale si decise per la seconda volta nella storia (dopo quella del 1994) ai calci di rigore e questa volta gli Azzurri riuscirono a prevalere per 5-3 (con l'errore decisivo di Trezeguet) ed a laurearsi campioni del mondo per la quarta volta.
La sera prima la Germania chiuse con un onorevole terzo posto, battendo a Stoccarda il Portogallo per 3-1.

### Sudafrica 2010

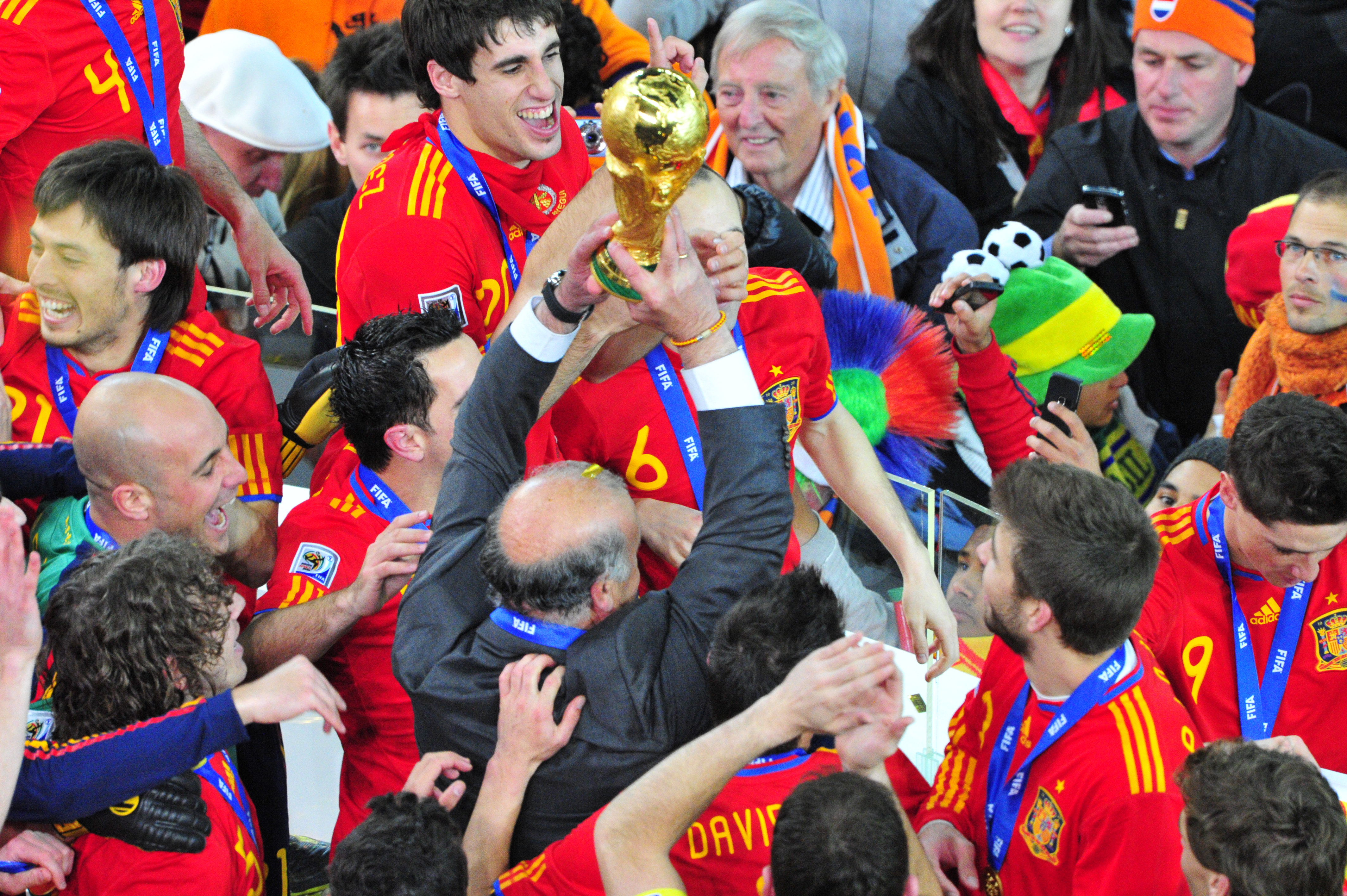
La Spagna festeggia la vittoria della prima Coppa del Mondo nella sua storia.

L'edizione del 2010 si tenne in Sudafrica: per la prima volta nella storia si giocò un campionato del mondo nel continente africano. Trionfò la Spagna, al suo primo titolo mondiale, battendo in finale i Paesi Bassi (per la terza volta sconfitti nell'ultimo atto) per 1-0 dopo i tempi supplementari, con un gol di Andrés Iniesta al centosedicesimo minuto. Per la prima volta una squadra europea vinse il torneo fuori dal proprio continente. La finale fu la seconda di seguito tra nazionali europee.
Come già successo nel 2002, la squadra campione del mondo in carica, ovvero l'Italia, fu eliminata a sorpresa al primo turno, come ultima nel proprio girone, addirittura dietro alla Nuova Zelanda. La nazionale neozelandese chiuse il girone eliminatorio con tre pareggi, divenendo, al termine della competizione, l'unica squadra a non avere subito sconfitte.
Questa edizione segnò il debutto, nella fase finale, della nazionale della Slovacchia, a seguito della divisione incruenta della Cecoslovacchia, ufficializzata il 1º gennaio 1993. La Corea del Nord fu invece la nazionale presente alla fase finale con l'assenza più lunga, essendo la sua ultima apparizione risalente ai Mondiali del 1966.

### Brasile 2014

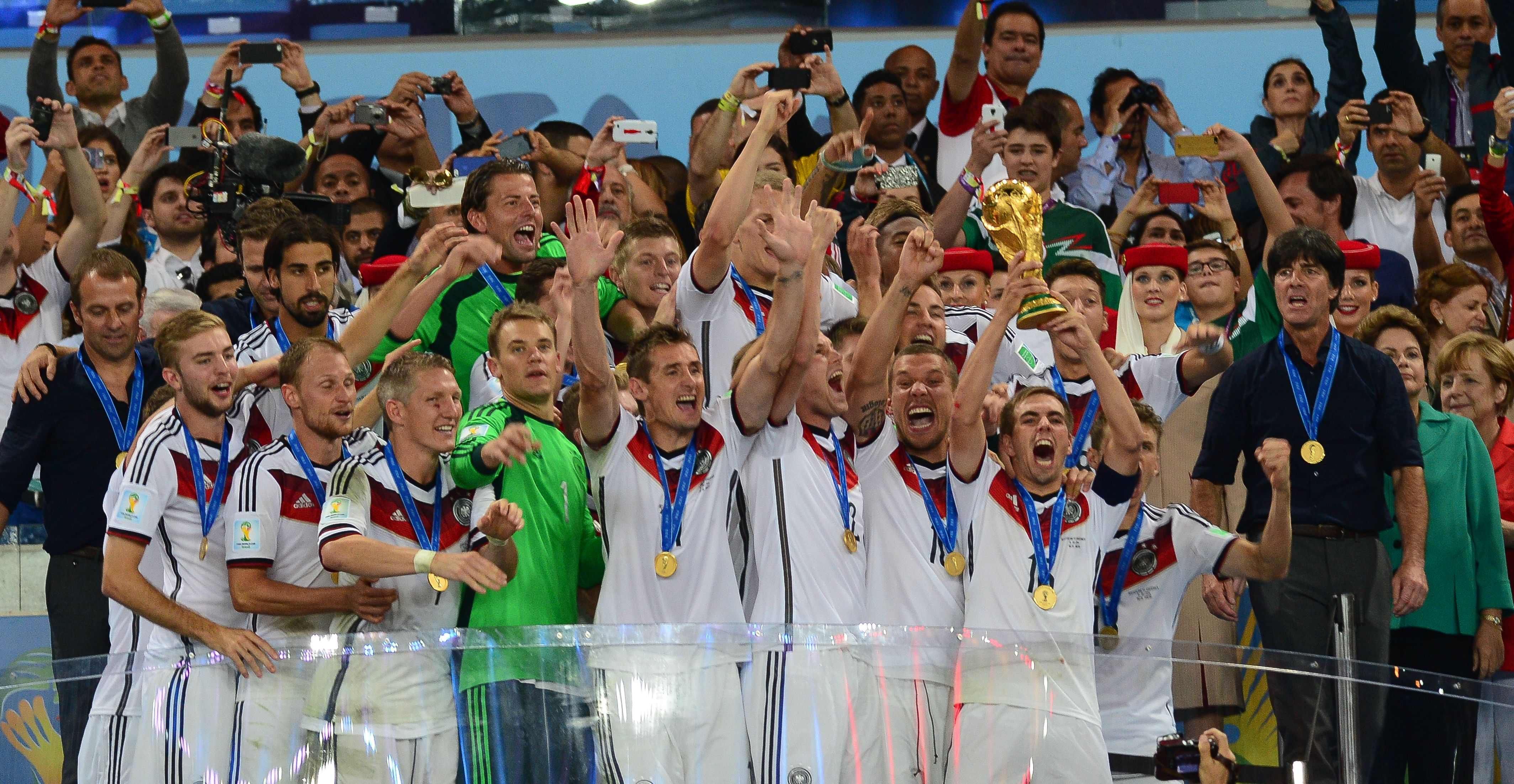
Il capitano tedesco Philipp Lahm solleva la Coppa del Mondo assieme a tutta la squadra.

Il mondiale del 2014 si tenne per la seconda volta in Brasile, a sessantaquattro anni dalla prima. La ventesima edizione dei mondiali diede alla luce alcune novità, come la tecnologia sulla linea di porta (in inglese goal-line technology) per scongiurare i goal fantasma, il time-out come contromisura all'eccessivo caldo – usato per la prima e finora unica volta nell'ottavo di finale Olanda-Messico – e gli spray in dotazione agli arbitri per far rispettare la posizione del pallone e la distanza delle barriere nelle punizioni.
Come mai accaduto prima, furono due le africane a superare la fase a gruppi: la Nigeria e l'Algeria (quest'ultima per la prima volta in quattro mondiali disputati), entrambe poi eliminate agli ottavi di finale. La squadra campione del mondo (in quel caso la Spagna) fu invece nuovamente estromessa dal torneo già al primo turno (secondo caso consecutivo e terzo generale dopo la Francia nel 2002 e l'Italia nel 2010. Vennero eliminate subito anche altre nazionali blasonate o favorite alla vigilia per la vittoria finale, come nuovamente l'Italia, l'Inghilterra e il Portogallo di Cristiano Ronaldo. L'unica esordiente dell'edizione fu la Bosnia ed Erzegovina.
Squadre con una storia calcistica meno ricca, quali Colombia e Costa Rica, accedettero al tabellone eliminatorio, riuscendo con sorpresa a spingersi fino ai quarti di finale. Da segnalare anche la presenza agli ottavi della Grecia: al loro terzo mondiale (dopo le edizioni 1994 e 2010), i Biancoazzurri strapparono la qualificazione al secondo turno alla Costa d'Avorio nello scontro diretto, grazie ad un rigore trasformato da Samarás tre minuti dopo il novantesimo; stessa cosa accadde nella gara successiva, con il pareggio (1-1) di Papastathópoulos al novantunesimo, ma i tiri dagli undici metri arrisero poi ai costaricani, che migliorarono così la prestazione del 1990.
Nelle semifinali l'Argentina costrinse a San Paolo i Paesi Bassi ad un'altra roulette di rigori (dopo quella già affrontata e vinta dagli Oranje contro la Costa Rica) e si impose per 4-2. Al Mineirão di Belo Horizonte, invece, la Germania inflisse ai padroni di casa un clamoroso 7-1, del tutto impensabile alla vigilia: la Mannschaft, dopo essere andata in vantaggio all'undicesimo minuto con Müller, fra il ventitreesimo ed il ventinovesimo assunse il pieno controllo della gara, annullando completamente il gioco del Brasile, e segnò altre quattro volte; altre due reti – e quella della bandiera brasiliana sul finale – arrivarono nella ripresa. Si trattò di un risultato storico: mai il Brasile aveva subìto una sconfitta di tali dimensioni in una Coppa del Mondo e mai aveva subìto sette gol in una partita in tutta la sua storia; risulta inoltre la vittoria più larga di sempre in una semifinale mondiale, essendo superate quelle del 1930 e del 1954. La disfatta casalinga dei Verdeoro è stata denominata Mineirazo, termine riferito al nome dello stadio in cui ebbe luogo e nato per accostamento al celebre Maracanazo del 1950; lo si considera il più grave disastro sportivo nella storia del paese.
La finale Germania-Argentina, disputata l'11 luglio al Maracanã di Rio de Janeiro, diventa la più giocata nella storia dei campionati del mondo: tre volte (dopo il 1986 e il 1990, superando Italia-Brasile). Il titolo fu vinto dai tedeschi sugli argentini guidati da Leo Messi per 1-0 ai supplementari, grazie alla rete di Mario Götze a pochi minuti dalla fine, dopo una partita giocata alla pari. La Germania conquistò così il suo quarto titolo mondiale, eguagliando gli ori dell'Italia, e diventò la prima nazionale europea a vincere il trofeo iridato in Sudamerica. Per la terza volta consecutiva fu una squadra del Vecchio Continente ad aggiudicarsi il titolo.
Il terzo posto andò agli Oranje, che a Brasilia il giorno prima resero ancora più amara l'umiliazione dei padroni di casa, imponendosi con un rotondo 3-0.

### Russia 2018

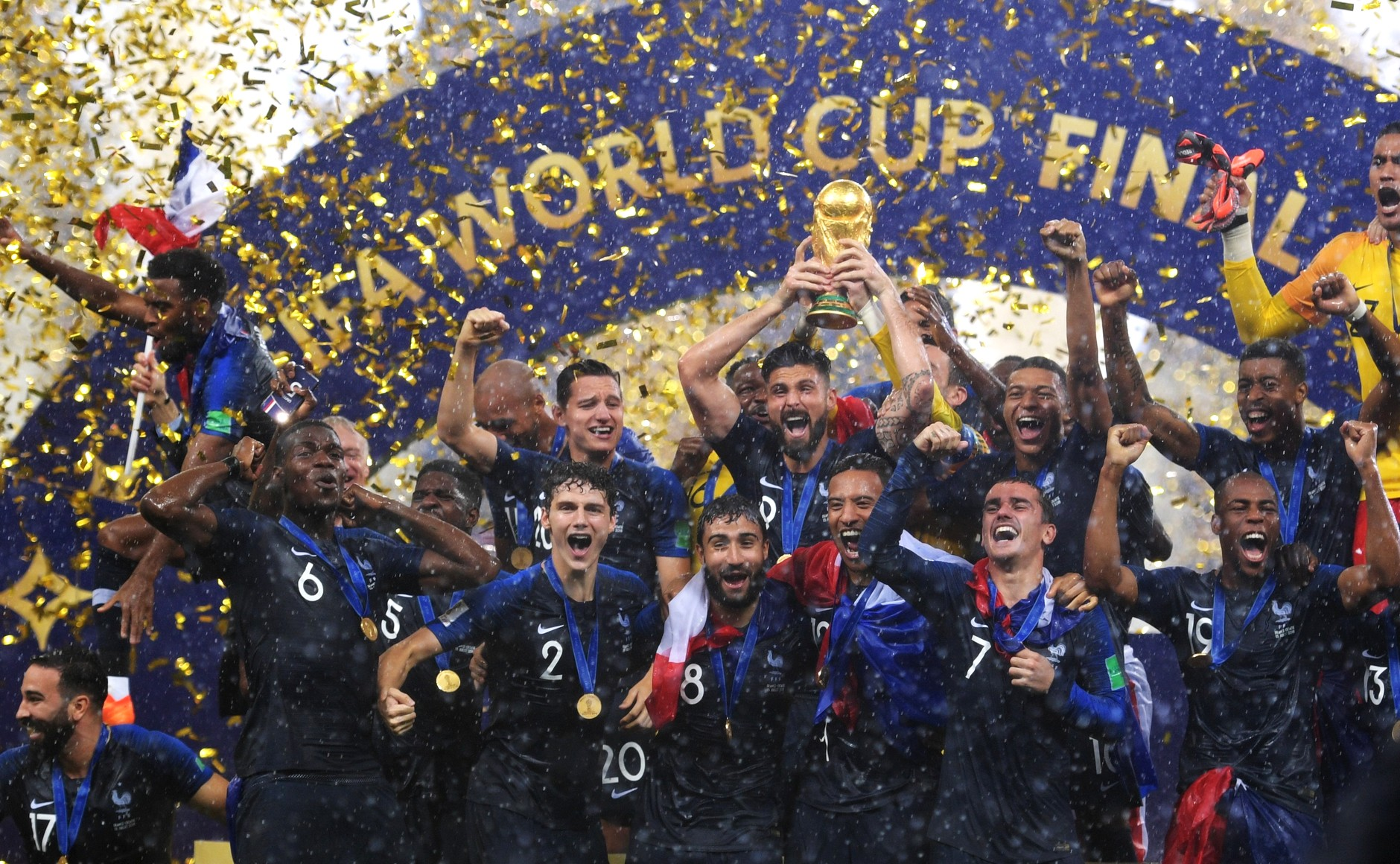
La Francia festeggia il suo secondo titolo mondiale.

L'edizione 2018 si tiene per la prima volta in un paese dell'Europa orientale: la Russia. Vi debuttano l'Islanda, esordiente anche dell'ultimo Europeo e Panama. Per la seconda volta, dopo Svezia 1958, l'Italia manca la qualificazione alla fase finale, superata negli spareggi di novembre 2017 proprio dagli svedesi. Mancano ugualmente all'appello ben 4 dei 6 campioni in carica delle confederazioni continentali, ossia Cile, Camerun, USA e Nuova Zelanda (presenti solo Portogallo e Australia), nonché l'Olanda che, dopo due podi nelle ultime edizioni, salta il Mondiale russo dopo aver mancato anche l'Europeo francese.
Tre le novità rispetto al passato, la più importante è l'annunciata acquisizione del VAR (Video Assistant Referee), assistenza-video per i direttori di gara in casi specifici come dubbi di fuori-gioco su rete, espulsioni, falli in area ecc. al fine di ridurre le possibilità di errori arbitrali decisivi. Dopo la sperimentazione nel mondiale per club, entra nel torneo iridato anche il "quarto cambio", previsto a discrezione dei selezionatori negli incontri a eliminazione diretta e nei soli supplementari; Stanislav Čerčesov sarà il primo ct ad avvalersene, nella gara Spagna-Russia valida per gli ottavi di finale. Viene infine introdotto il "punteggio-fairplay" che, in caso di assoluta parità nella classifica sia complessiva che avulsa, assegna il piazzamento più alto alla squadra che ha preso il minor numero di cartellini; tale nuovo criterio è decisivo per stabilire il 2º posto del Giappone nel gruppo H ai danni del Senegal: ne risulta che, per la prima volta dal 1982, nessuna squadra africana supera la fase a gironi.
Si perpetua la "maledizione dei campioni", con la Germania che inaspettatamente torna a casa già al primo turno. La clamorosa sconfitta per 0-1 contro il Messico all'esordio (con rete di Lozano) prelude al disastro della terza giornata, in cui i tedeschi, nel corso di un lungo recupero, subiscono 2 reti dalla Corea del Sud già eliminata; per la Mannschaft, favorita della vigilia, è la prima eliminazione in assoluto in una fase a gruppi del torneo iridato.
Negli ottavi, il "mondiale delle sorprese" semina altre vittime eccellenti. Cade l'Argentina del grande atteso ma non pervenuto Messi: minata da gravi dissidi fra lo spogliatoio e il ct Sampaoli, l'Albiceleste è rispedita a Buenos Aires dalla Francia dopo un disastroso primo turno (compreso lo 0-3 incassato dai croati); il Portogallo di Cristiano Ronaldo, campione d'Europa e autore di una tripletta nel 3-3 con la Spagna all'esordio, è beffato sul più bello da una doppietta di Cavani. La sera dopo la stessa Spagna si ferma sull'1-1 coi padroni di casa che poi, a sorpresa, s'impongono ai rigori (Akinfeev para l'ultimo tiro con la punta del piede). Notevole la rimonta dei Diavoli Rossi sul Giappone, dallo 0-2 di inizio ripresa a un 3-2 dell'ultimo secondo (contropiede messo in rete da Chadli a partire da un corner nipponico); nel turno successivo sarà ancora il Belgio a eliminare il Brasile, in cerca di riscatto a quattro anni dal Mineiraço.
Nella norma l'avanzata dell'Inghilterra di Kane, capocannoniere della kermesse, che contro la Colombia sfata il sortilegio dei rigori (3 eliminazioni tra 1990 e 2006) e poi interrompe l'exploit della Svezia, arrivata prima nel girone tedesco. La vera outsider è tuttavia la Croazia che, sbancato il proprio gruppo a 9 punti regolando anche i Biancocelesti, arriva in semifinale con due vittorie consecutive dagli undici metri su Danimarca e Russia. Proprio l'avvincente 2-2 con i futuri finalisti permette alla squadra locale di chiudere a testa alta un mondiale iniziato sotto i migliori auspici (goleada di 5-0 all'Arabia Saudita).
Oltre alla Francia, tornano quindi fra le "migliori 4" nazionali che non raggiungevano tale fase dagli anni Ottanta-Novanta. Per la quinta volta tutte le semifinaliste sono affiliate UEFA, il che rende scontata la quarta vittoria consecutiva di un'europea; al tempo stesso, per la prima volta dall'edizione inaugurale del 1930 né il Brasile né la Germania sono presenti nei primi 4 posti.
Nella prima gara, i transalpini mettono fine alle illusioni dei Diavoli Rossi con una marcatura di Umtiti, mentre nella seconda i Vatreni, rimontato il precoce goal di Trippier, prevalgono 2-1 sugli inglesi con Perišić nei 90 minuti e poi con Mandžukić nei supplementari, trovando la prima storica qualificazione a una finale.
Curiosamente, arrivano a giocarsi il titolo le stesse avversarie già scontratesi nella semifinale di Saint-Denis del 1998, anno dell'unica altra presenza della Croazia nel tabellone eliminatorio di un mondiale come nazionale indipendente dalla Jugoslavia. Anche stavolta sono i Bleus del ct Deschamps (in campo come capitano nell'edizione francese) ad alzare la seconda Coppa: nella gara di Mosca del 15 luglio, i Galletti chiudono fortunosamente il primo tempo sul 2-1 grazie a un autogol di Mandžukić – il primo di sempre in una finale iridata – e a un rigore trasformato da Griezmann in risposta al momentaneo pareggio di Perišić, e nella ripresa dilagano con due reti a breve distanza di Pogba e Mbappé, seguite da una papera di Lloris che regala sempre a Mandžukić la rete del 4-2. Per la prima volta dal 2002, non si sono resi necessari i tempi supplementari per proclamare il campione del mondo.
Podio anche per il Belgio che, a San Pietroburgo nella serata precedente, ritrova l'Inghilterra, già battuta nella terza gara del girone, e la supera di nuovo per 2-0 migliorando il 4º posto di Messico '86.

### Qatar 2022

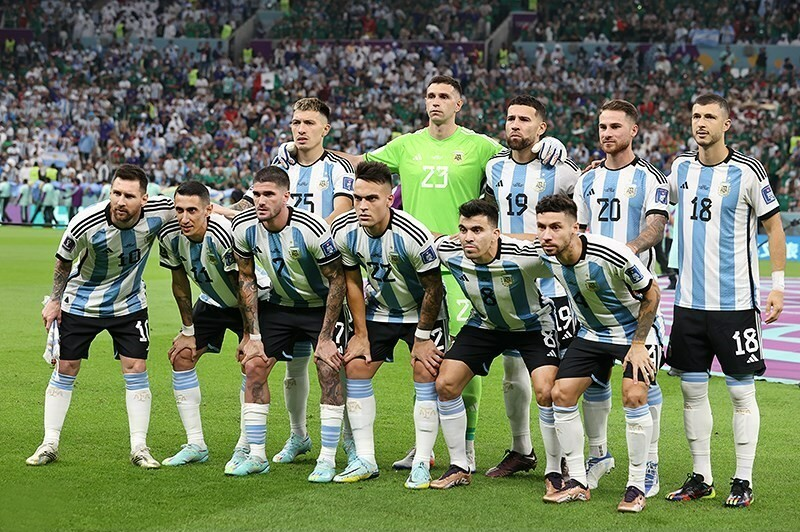
La nazionale argentina vincitrice del suo terzo titolo mondiale

L'edizione 2022 è la seconda edizione dei Mondiali a tenersi in un paese asiatico, vent'anni dopo quella di Corea del Sud e Giappone, e la prima a giocarsi in territorio medio-orientale. Fanno il loro ritorno sul palcoscenico mondiale i Paesi Bassi, il Camerun, gli Stati Uniti, il Ghana e l'Ecuador, così come il Galles, che non partecipava ai Mondiali da Svezia 1958, e il Canada, che mancava da Messico 1986. Unica esordiente del torneo è il Qatar, nazionale ospitante e campione d'Asia in carica; oltre ad esso, partecipano tre campioni continentali: l'Argentina campione del Sudamerica, il Senegal campione d'Africa e gli stessi Stati Uniti campioni del Nordamerica, mentre mancano la qualificazione l'Italia campione d'Europa e la Nuova Zelanda (che ha vinto la Coppa delle nazioni oceaniane 2016, l'ultima disputata dato che l'edizione 2020 è saltata a causa della pandemia di COVID-19).
In questo torneo, la Francia campione del mondo in carica spezza la "maledizione dei campioni": dopo che era uscita al primo turno nel 2002 a seguito della vittoria precedente nel 1998, stavolta la nazionale transalpina si qualifica con un turno di anticipo agli ottavi di finale battendo Australia e Danimarca, pur subendo poi una sconfitta indolore contro la Tunisia; come risultato, i "Galletti" si piazzano primi davanti agli australiani. Il Qatar si rivela invece la peggiore delle squadre ospitanti della storia dei Mondiali: perde infatti in sequenza contro l'Ecuador, il Senegal e i Paesi Bassi e finisce dunque ultimo senza punti, mentre passano Olanda e Senegal. Intanto, i campioni del Sudamerica partono male con un'inattesa sconfitta contro l'Arabia Saudita per 2-1, salvo poi riprendersi e battere Messico e Polonia, che riesce invece a piazzarsi seconda. La Germania soccombe invece per la seconda volta di fila ai gironi: inizia con una sconfitta in rimonta contro il Giappone, compie un pareggio contro la Spagna e supera la Costa Rica, ma un'inferiore differenza reti rispetto agli iberici (finiti secondi dietro a un sorprendente Giappone) condanna i teutonici all'eliminazione. In questo girone rientra anche uno strepitoso 7-0 rifilato alla Costa Rica per mano della Spagna.
Altra sorpresa ai gironi è il Marocco, che insieme alla Croazia si qualifica agli ottavi dopo averne mancato l'accesso ai mondiali in Russia. Dopo un pari a reti inviolate contro gli ex-jugoslavi, i "Leoni dell'Atlante" battono il Belgio e il Canada e finiscono primi nel girone, seguiti dai balcanici che fanno un altro pari a reti inviolate contro i fiamminghi, che deludono dopo un onorevole terzo posto nello scorso mondiale. Il Brasile supera intanto le aspettative iniziali e batte Serbia e Svizzera, nonostante una successiva sconfitta indolore contro il Camerun che però non basta agli africani per superare gli elvetici, i quali infatti battono i serbi all'ultima giornata e si piazzano secondi. Nel gruppo H, infine, il Portogallo di Cristiano Ronaldo e Bruno Fernandes arriva primo nel girone, ma all'ultimo turno perde contro la Corea del Sud (pur battuta alla prima giornata dal Ghana), che si piazza seconda davanti all'Uruguay in virtù di maggior numero di gol segnati dopo una parità di punti e differenza reti.
Agli ottavi, Olanda, Argentina, Brasile, Inghilterra, Francia e Portogallo eliminano rispettivamente Stati Uniti, Australia, Corea del Sud, Senegal, Polonia e Svizzera in modo agevole. Le sfide Giappone-Croazia e Marocco-Spagna finiscono invece ai rigori, e a trionfare sono rispettivamente gli europei e gli africani. Ai quarti, altre due sfide finiscono ai tiri di rigore: l'Argentina supera l'Olanda e la Croazia batte il Brasile (anche nel precedente mondiale i croati avevano vinto due partite consecutive ai rigori). La Francia si riconferma contro l'Inghilterra, mentre il Marocco compie un altro sorprendente passo ed elimina anche il Portogallo ai tempi regolamentari, nell'ultimo Mondiale di Cristiano Ronaldo.
Un posto nelle semifinali è dunque occupato per la prima volta da una nazionale africana; i marocchini, pur facendo soffrire i campioni del mondo in carica, alla fine devono arrendersi e disputare la finale per il terzo posto con la Croazia, sconfitta a sua volta dall'Argentina. I croati si consolano con un altro terzo posto, dopo quello ottenuto proprio nel 1998, e finiscono sul podio per la seconda volta di fila ai Mondiali. La finale è dunque Argentina-Francia, entrambe alla ricerca della terza vittoria e rispettivamente con Lionel Messi al suo ultimo tentativo di acciuffare il Mondiale e Kylian Mbappé alla ricerca del bis già ottenuto dall'Italia nel 1934 e nel 1938 e dal Brasile nel 1958 e 1962. L'atto finale si svolge allo Stadio Iconico di Lusail il 18 dicembre: la partita si sblocca con un fallo su Di María e il conseguente rigore di Messi, e in seguito proprio Di María raddoppia sul 2-0. A dieci minuti dalla fine della ripresa, però, i francesi si danno una scossa inattesa: Mbappé segna su calcio di rigore (fischiato per un fallo di Otamendi su Kolo Muani), poi, dopo solo un minuto, segna il gol del raddoppio. Si va così ai supplementari, e Messi segna il gol di un nuovo vantaggio argentino, ma a tre minuti dalla fine la Francia ottiene un altro calcio di rigore, segnato ancora da Mbappé. La finale si decide per la terza volta nella storia ai tiri di rigore; e come nel 2006, ancora una volta i Bleus soccombono e l'Argentina diventa campione del mondo per la terza volta, con Lionel Messi che vince il suo primo Mondiale dopo quattro edizioni disputate senza successo.